# 大鍵琴
大鍵琴（義大利語：clavicembalo），也稱撥弦鍵琴， 羽管鍵琴或古鍵琴，出現於14世紀左右，是一種從15世紀文藝復興時期到18世紀巴洛克時期盛行於歐洲的樂器。它與小鍵琴同時並存流行約200年，到了18世紀時才居於鍵盤樂器的主導地位。在大鍵琴音樂的發展最高峰時代，亦即巴洛克時期早期一直到古典時期，作曲家约翰·塞巴斯蒂安·巴赫為大鍵琴創作的傑出作品可為其間代表。根據霍恩博斯特爾-薩克斯分類法，由於大鍵琴的發聲源來自收藏在內部的弦線，並利用琴鍵及其內置裝置令弦線撥動而發聲，因此被歸納為弦鳴樂器，一般樂器分類法則歸入鍵盤樂器或撥弦樂器。
大鍵琴在18世紀被古鋼琴逐漸取代。由於大鍵琴基本上是利用撥弦來發出聲音，所以它的音色較為清脆而細弱，更接近古典吉他或者是匈牙利的欽巴龍，而不像鋼琴的聲音那麼堅固、沉實。另外，大鍵琴的音量也比現代鋼琴小得多，而且也沒有製造巨大的聲音變化的能力。20世紀10年代之後，隨著古樂演奏的流行，大鍵琴又重新受到了關注（特別是在法國地區），而世界各地的音樂學院則依然設有大鍵琴的學位和常態課程，而且，現在也出現了許多性能極佳的仿製或翻新過的古董大鍵琴。由於現代製造鋼琴技術不斷進步，大鍵琴揉合了新舊特色，過往大鍵琴所用來撥弦用的撥子多是由鳥類的羽毛管所做的，現今改良後的大鍵琴，大都改以塑膠作為撥子。
大鍵琴的表演不但擔任獨奏，也有合奏、伴奏；通常以通奏低音演奏形式出現。另外，大鍵琴有很多特點是現代鋼琴所無法取代的。由於大鍵琴所需的彈奏速度比現代鋼琴快許多，因此許多樂曲要按大鍵琴的速度在現代鋼琴上彈奏是不實際的。更重要的是，大鍵琴在裝飾音的處理上更簡單、更漂亮，更適合巴洛克音樂與其作品。

## 歷史

來自德國明登羅馬天主教大教堂的雕塑圖片中顯示最早期的大鍵琴的外型,而位於左下方的天使雕像則在彈奏薩泰里琴

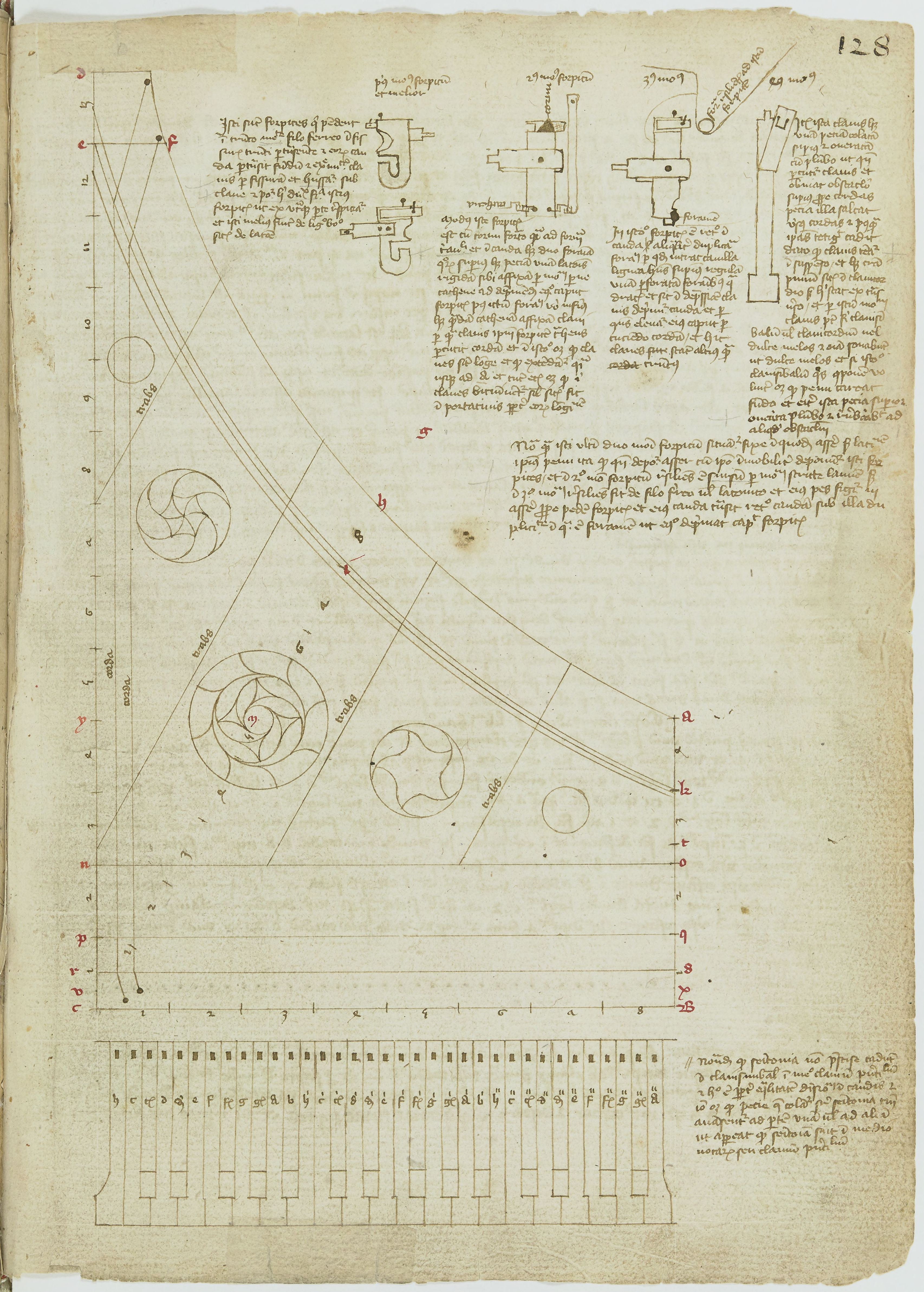
最早由亨利·阿爾諾於1430年所繪畫出類似大鍵琴的手稿

大鍵琴為16至18世紀流行於西歐的主要鍵盤樂器。早在13世紀的歐洲教堂浮雕（見右第一幅圖）和宮廷繪畫中就出現過此類樂器。嚴格來說，由於其發聲原理與鋼琴有所不同，所以不算是鋼琴的前身。15世紀的大鍵琴長度比較短少但擁有較為堅厚的外殼，而到了16世紀，大鍵琴的外殼一般都由非常薄身的柏樹所製成的。在清朝初期，陸續出現從西方向朝廷進貢一些大鍵琴。天主教耶穌會傳教士徐日升於1673年去到當時的大清，經南懷仁推薦，得以進入北京。當時徐日升亦擔任宮廷的樂師，教授康熙皇帝大鍵琴。隨後，意大利的遣使會（味增爵會）傳教士、神父、音樂家和作曲家德理格在1711年2月6日抵達北京。德理格不但懂得彈奏大鍵琴，還善於製造大鍵琴。他獲得清廷重用，教導康熙皇帝三個皇子怎樣彈奏大鍵琴和西洋樂理。在德理格1727年的書信之中記載發現，康熙皇帝常與他同時各用其中一隻手彈奏大鍵琴。

### 音樂發展史
在文藝復興時期的初期，人們結合了管風琴的鍵盤原理，在薩泰里琴（Psaltery）上加添了鍵盤的裝置，於是逐漸形成了大鍵琴。巴洛克時期，歐洲一般都是宮廷和教會擁有樂隊，由大鍵琴與弦樂和管樂組成，從事室內樂演出，以滿足奢華的娛樂社交活動需要。在當時，大鍵琴就是社會地位的象徵，只有上層社會（包括18世紀時的北美地區）和皇室才擁有大鍵琴，放置在貴族的居所或富麗堂皇的宮殿裡。在18世紀40年代古鋼琴出現之前，大鍵琴是室內樂主要的演奏工具。
在文艺复兴时期和巴洛克時期，大鍵琴都是非常普及的樂器，它既可作為獨奏樂器，亦可作為伴奏樂器；而在合奏（如最初期的室樂團演奏數字低音）中亦擔當重要的角色，可視為全隊中的指揮。同時，大鍵琴還為歌劇和清唱劇中的宣敘調當伴奏。進入古典樂派初期，合奏的規模漸漸擴大，並慢慢形成為現代管弦樂團的雛型，一些著名的作曲家，例如海頓、卡尔·菲利普·埃马努埃尔·巴赫，及早期的莫札特管弦作品等，仍將大鍵琴放置在內，但由18世紀中後期開始，隨著現代鋼琴開始成型，大鍵琴在極短時間內遭淘汰。自此，大鍵琴在音樂歷史發展上消失近150年，直至二十世紀，由於開始對早期音樂有較多的研究，大鍵琴於焉復興，亦開始重新生產及改良大鍵琴的結構。
值得一提的是大鍵琴在法國的發展與歷史，當代著名的大鍵琴音樂家例如巴赫、韓德爾以及多梅尼科·斯卡拉蒂都不是來自法國，但是法國當地一直都有作曲家專門為大鍵琴寫作，包括最早的尚博尼埃（Jacques Champion de Chambonnières，1601–1672）、库普兰（1668–1733）與杜菲（Jacques Duphly，1715–1789）等人。由於自身獨特發展的歷史緣故，法國大鍵琴音樂的裝飾音非常多，其種類可達十數種之多，最早的法國大鍵琴音樂尤其有很多琶音。

### 樂器製造史

#### 16–17世紀
從16世紀開始，意大利的大鍵琴製造商便懂得製造具有低弦張力的輕型樂器。直到16世紀晚期開始，弗拉芒地區都是歐洲文化藝術的中心之一。在中世紀晚期及文藝復興時期，這個地區在各個領域都誕生了很多藝術家；尤其是大鍵琴製造商家族。在荷蘭南部，尤其是盧克斯（Ruckers）家族，採取了另一種製造大鍵琴的方法。他們的大鍵琴使用了較重的結構，產生出更強大和獨特的音調；包括製造出第一個帶有兩個鍵盤的大鍵琴，以便用於移調（transposition）。除此之外，該地區還有Couchet以及Dulcken等著名大鍵琴製造商家族。

#### 18–19世紀
弗拉芒型號的大鍵琴樂器基本是18世紀大鍵琴製造的典範，為很多大鍵琴製造商家族所仿效。法國型號大鍵琴的製造，主要分為早期和晚期。早期的例如有 Denis以及 Tibaut等製造商的家族。在用料方面，它們通常都是選用優良的胡桃木來製琴。不過琴鍵的音域偏向窄少，跟晚期所生產的法國型號大鍵琴重視歌唱性的有所不同。早期的法國型號大鍵琴的音色比較枯澀寡陋，且側重於“敘事性”而非“歌唱性”。
至於晚期的製造商，多離不開 Donzelague, Hemsch, Blachet以及 Pascal Taskin等家族製造商。在法國，雙鍵盤適用於控制不同的弦樂的合唱團，從而製作出較靈活的樂器。Blanchet 家族和 Pascal Taskin 等製造商，專門生產具有法國傳統風格的大鍵琴，他們所製造出來的大鍵琴是所有大鍵琴中最受推崇的樂器之一，因此經常被用作現代大鍵琴樂器構造的模範。Blachet 和 Pascal Taskin 製造商家族所生產出來的大鍵琴，有很多是以盧克斯家族所生產的大鍵琴的基礎上改進，例如擴大鍵盤的音域、增加弦組的配置等。

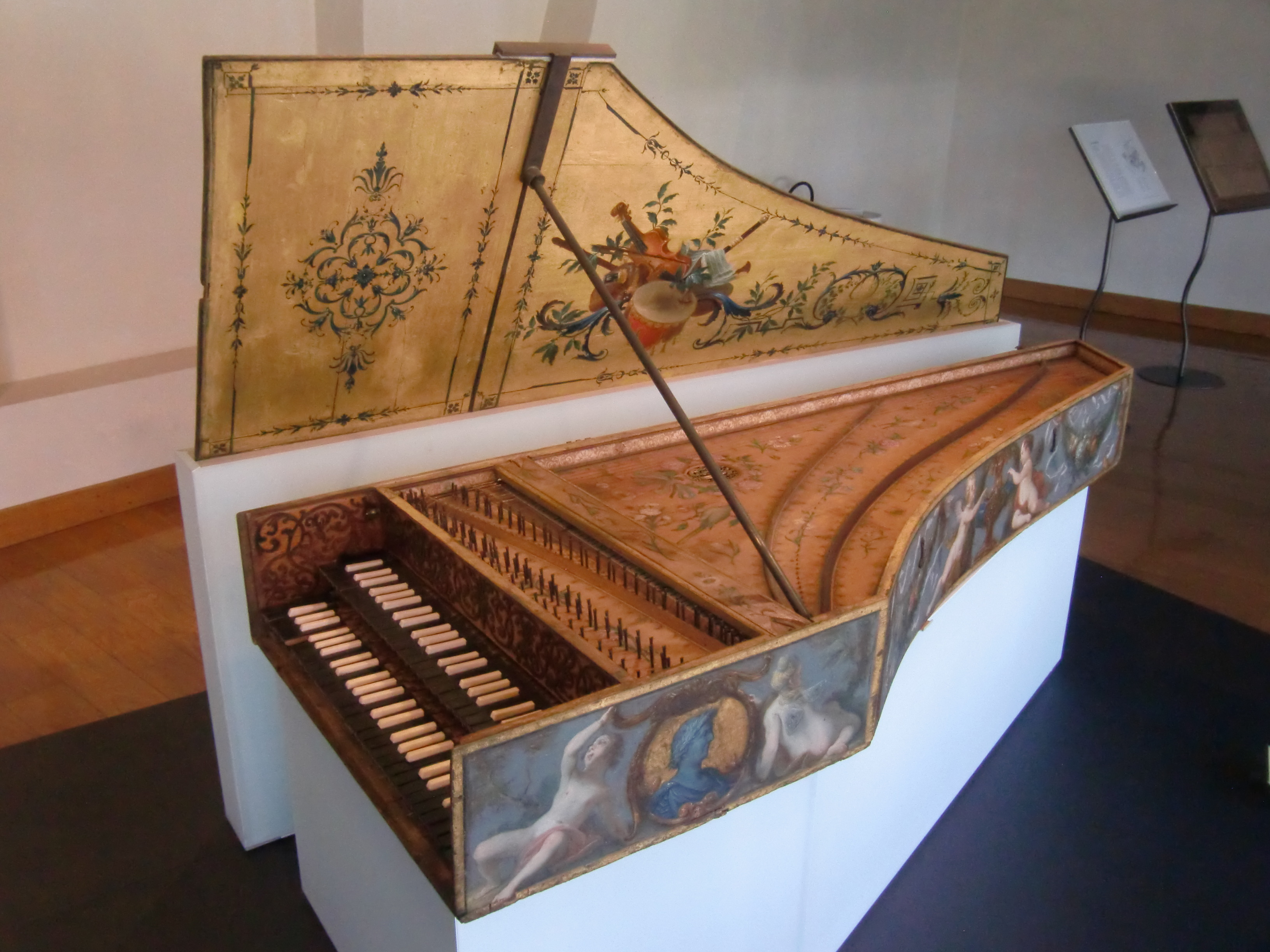
由法國巴黎製造商家族Jean Denis II 於1648年所製造的雙排鍵盤大鍵琴，現存於伊蘇丹聖羅克臨終關懷博物館內 (早期作品）
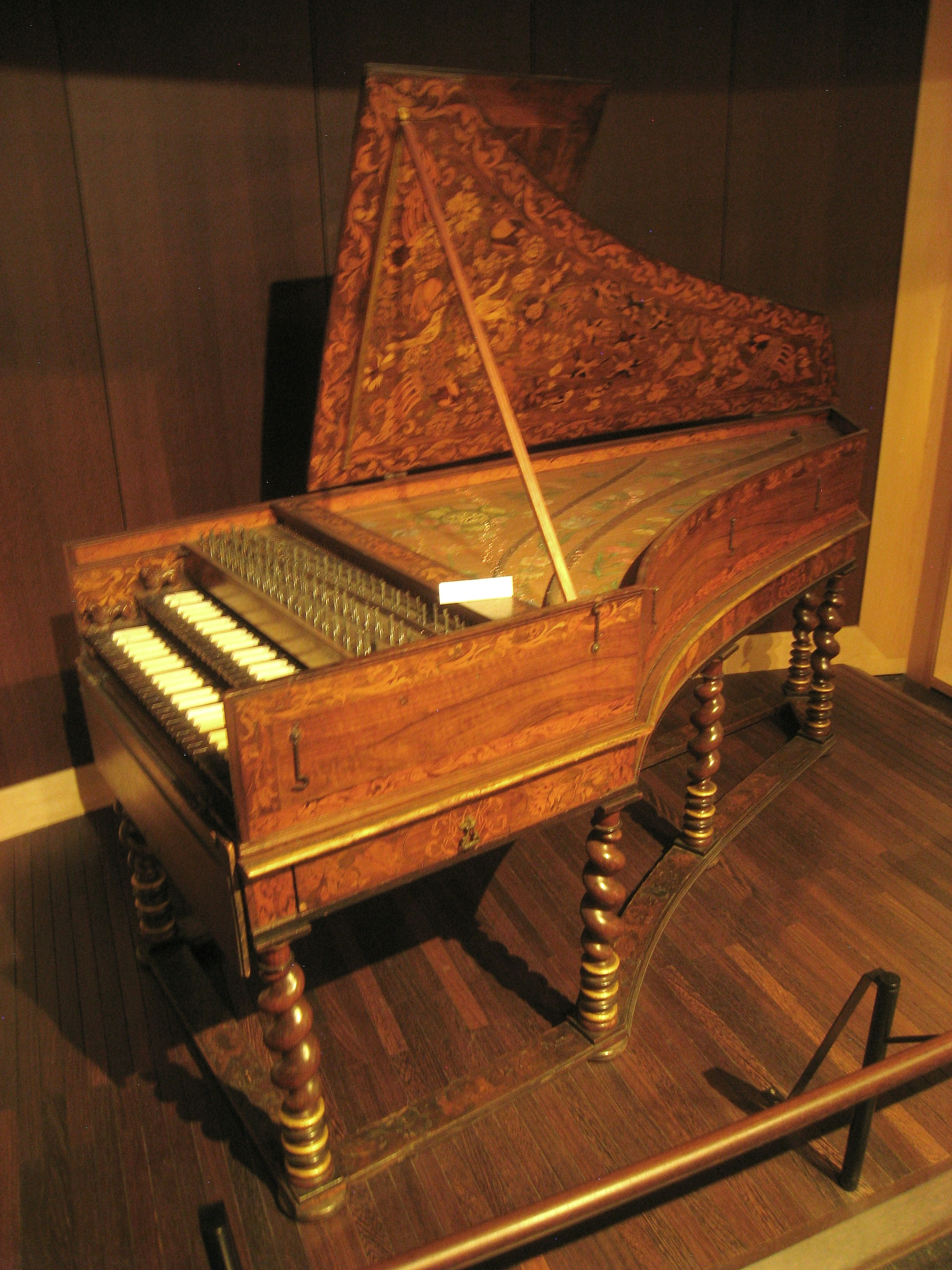
由法國製造商家族Vincent Tibaut於1679年所製造的雙排鍵盤大鍵琴。現存放在比利時布魯塞爾樂器博物館內（早期作品）
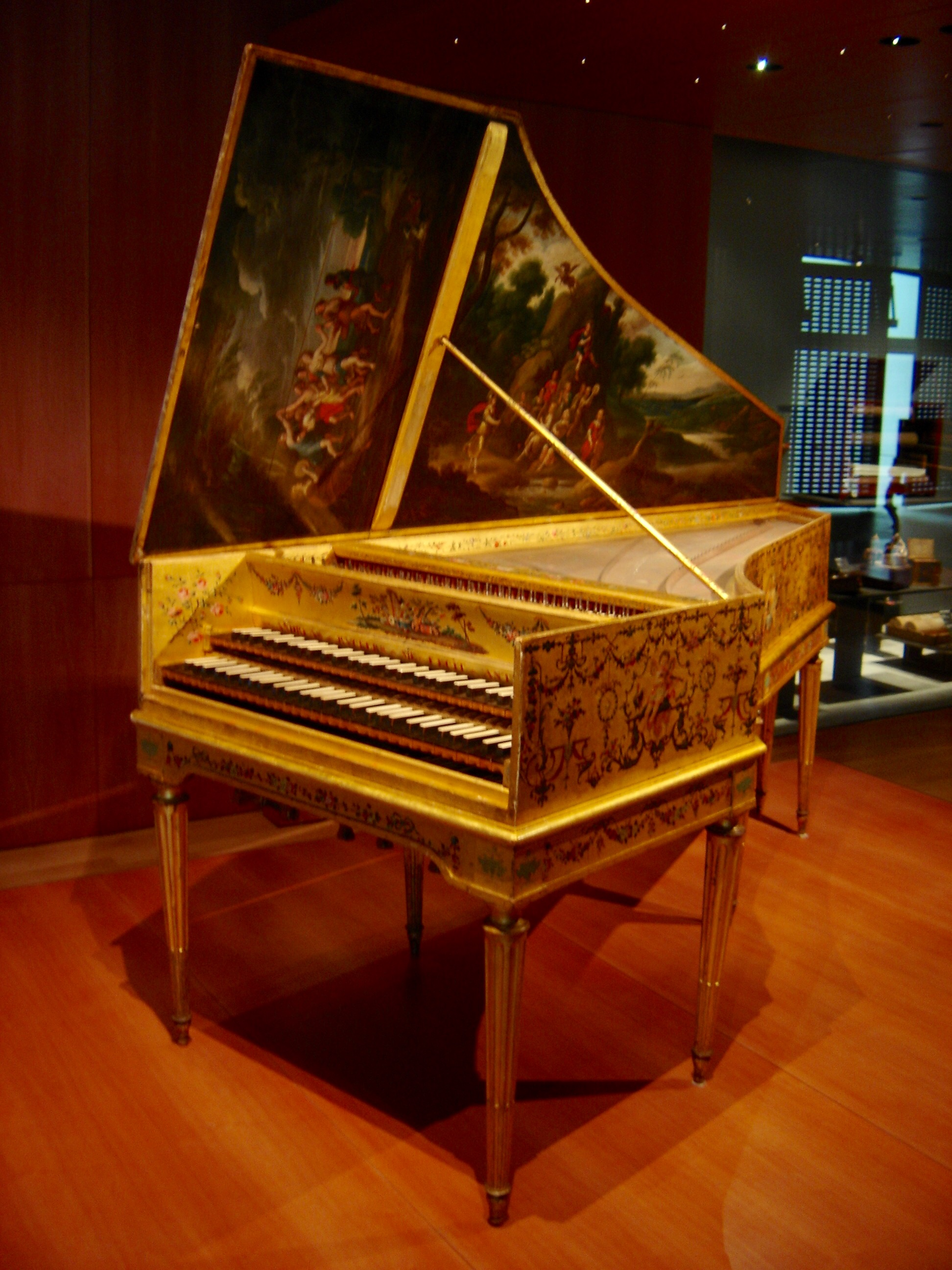
該部大鍵琴是由兩個著名製作商家族所製成的作品。最初由 Andreas Ruckers 在安特衛普在1646年製造，後來經由 Pascal Taskin 改造和擴充（晚期翻新更早期作品）
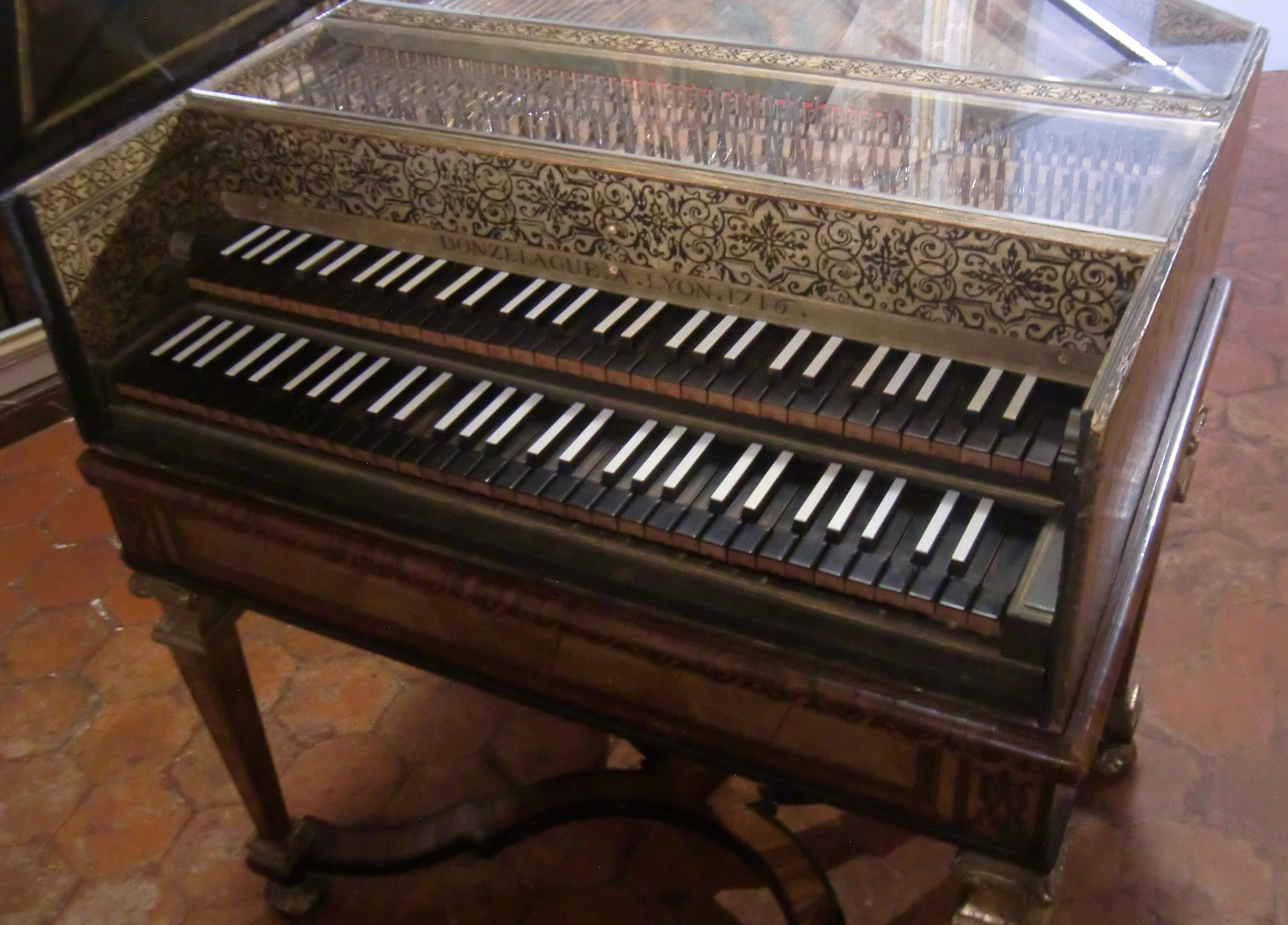
由法國製造商Pierre Donzelague家族於1716年所製造的雙排鍵盤的大鍵琴（晚期作品）
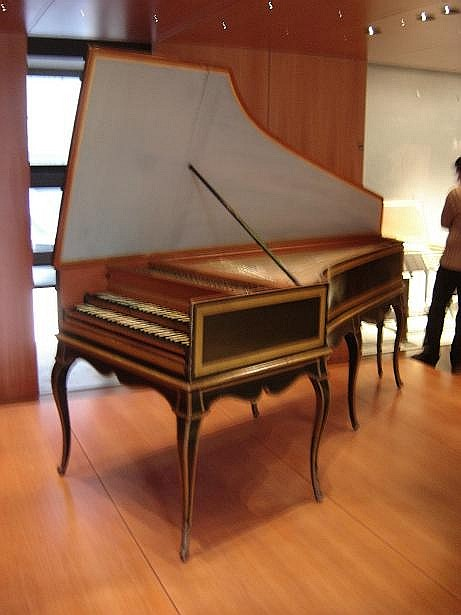
由法國巴黎製造商家族Jean-Henri Hemsch於1761年–1762年所製造的雙排鍵盤大鍵琴，現存放在巴黎音樂博物館內（晚期作品）
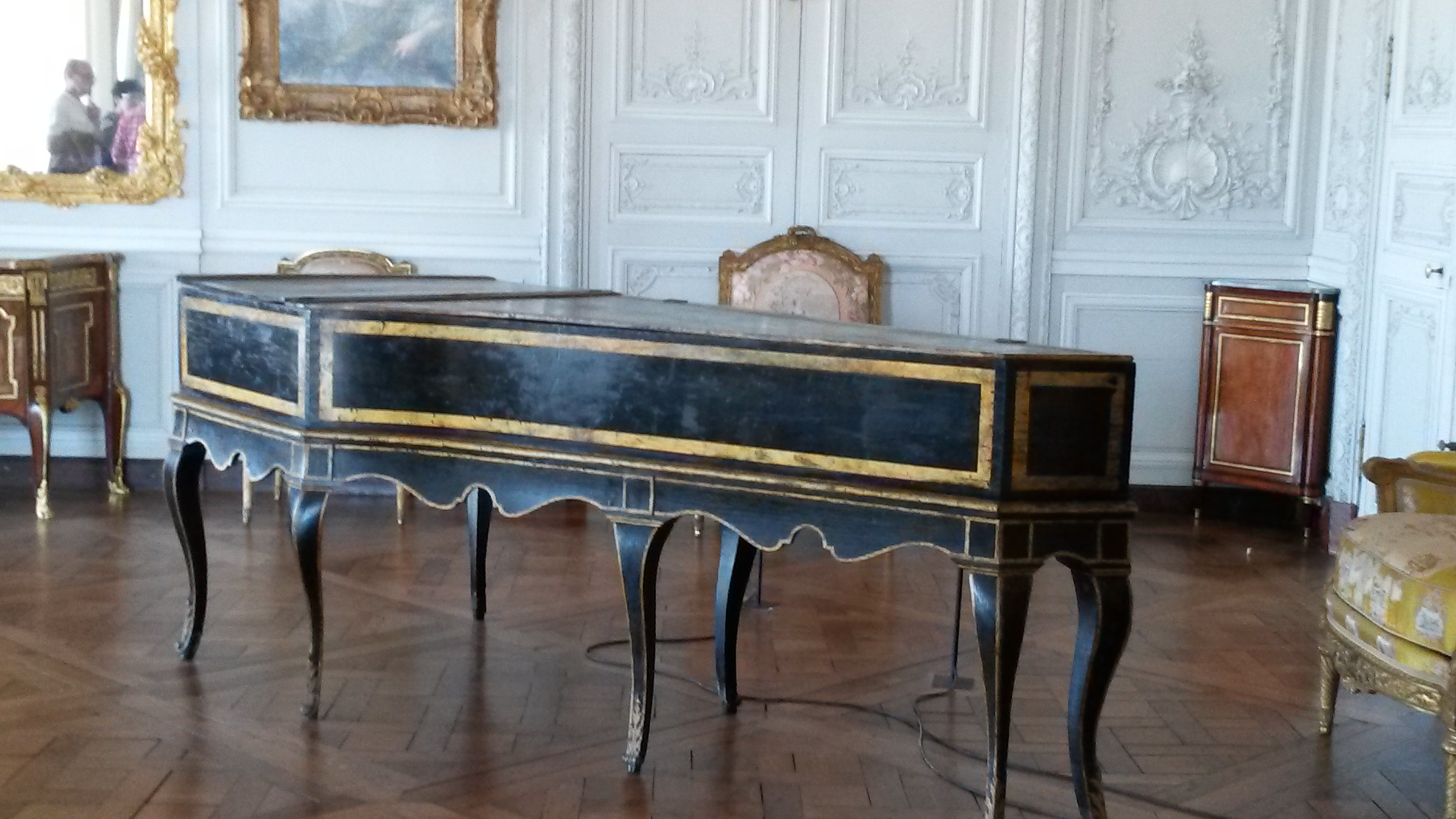
由法國製造商家族François-Etienne Blanchet於1746年所製造的大鍵琴，現存放在法國巴黎凡爾賽宮內（晚期作品）
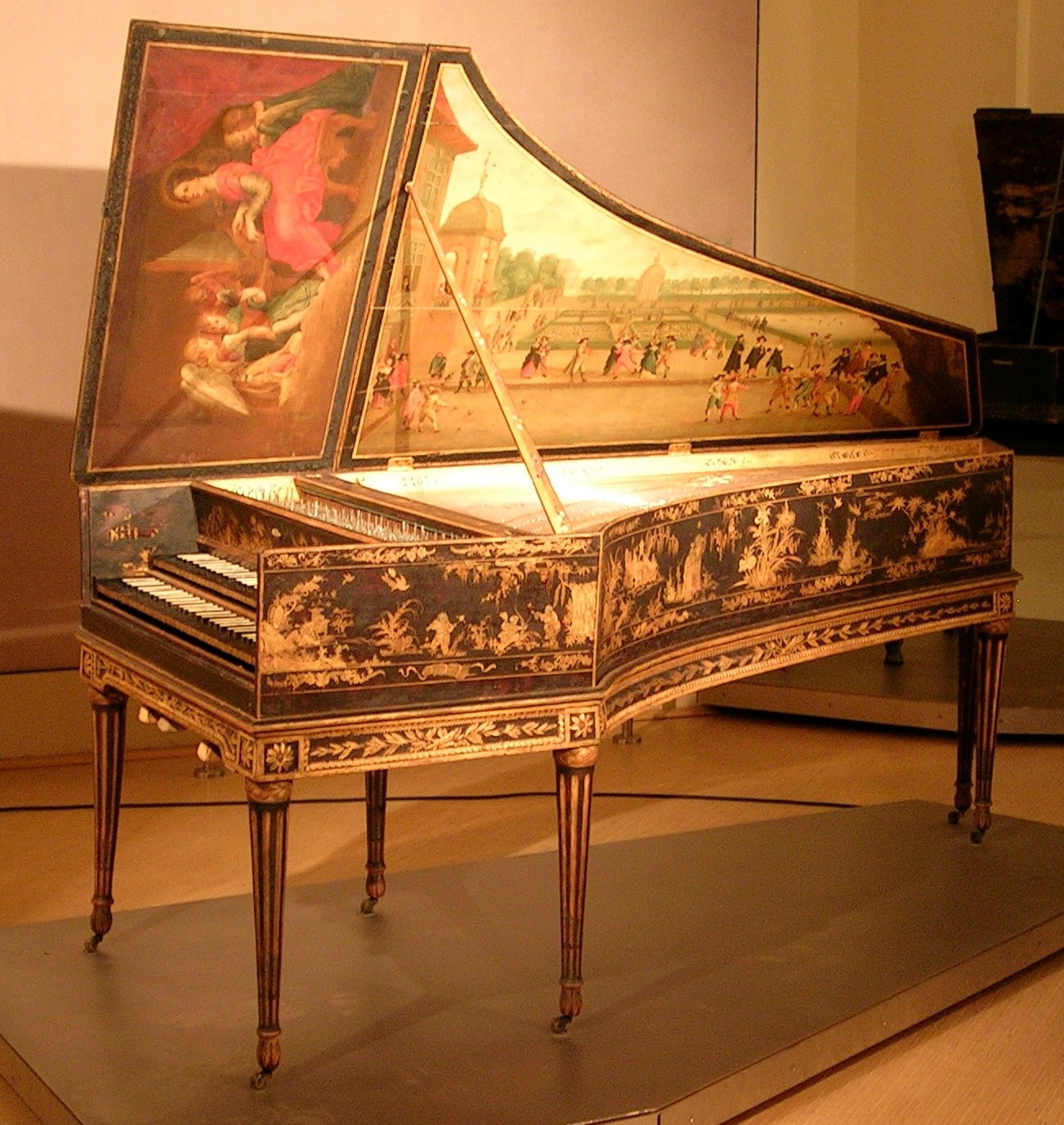
由法國製造商家族Pascal Taskin於1788年所製造的雙排鍵盤的大鍵琴，現存放在德國漢堡工藝美術館內（晚期作品）

在英格蘭，柯克曼（Kirkman）和舒迪（Shudi）公司生產具有強大功能和響度且質量精良的大鍵琴。
德國大鍵琴製造商哈斯（Johann Adolph Hass）為了擴展大鍵琴的聲音曲目，還增加了八英尺及兩英尺的大鍵琴弦調配置。在18世紀後期，大鍵琴被鋼琴取代，並且在19世紀的大部分時間裡幾乎從視野中消失了。其中一個例外只是大鍵琴繼續在歌劇中的擔任宣敘調伴奏，不過，鋼琴很多時甚至取代了它。

#### 20世紀–現在
20世紀重振大鍵琴的努力，是開始於使用鋼琴技術的樂器，重弦和金屬框架。 從20世紀中期開始，關於大鍵琴製作的想法發生了重大變化，當時弗蘭克·哈伯德（Frank Hubbard），威廉·道德（William Dowd）和馬丁·斯科羅內克（Martin Skowroneck）等大鍵琴製商試圖重建巴洛克時期的造琴傳統。這種製造大鍵琴歷史性的實踐在當前占了主導的地位。

## 樂器構造

### 與鋼琴比較

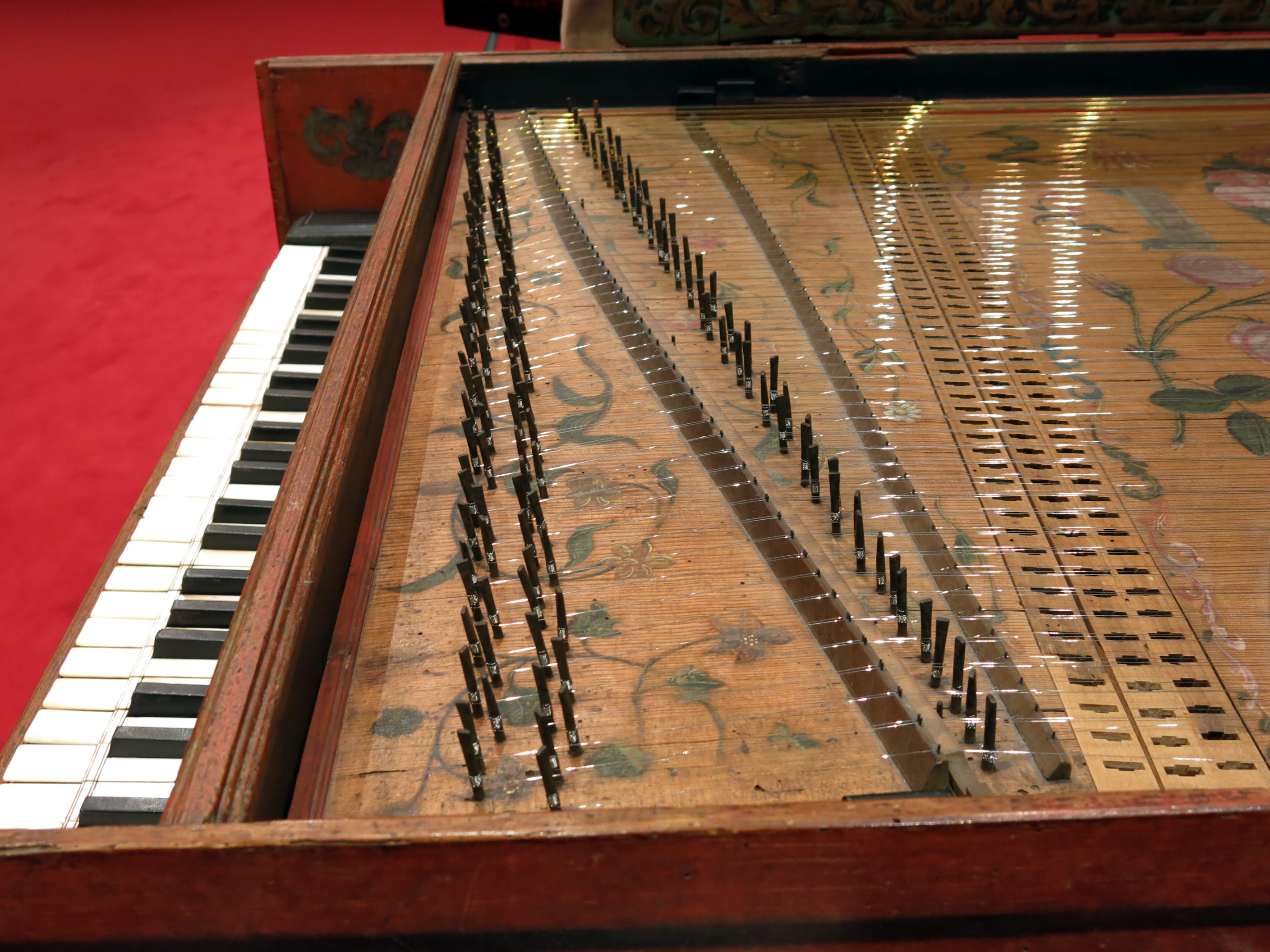
大鍵琴的琴弦，音板上繪有植物圖案

大鍵琴結構

大鍵琴發音原理與鋼琴不同，前者類似弦樂的撥絃方式，後者是敲擊的方式。所以發音方式不同、音色不同。至於音量的部份，鋼琴的音量比較大；大鍵琴則比較小。大鍵琴撥絃和現代鋼琴敲擊的方式造成聲音的泛音也會有所不同。大鍵琴的泛音比較不持久，不像鋼琴的音比較飽滿。不過由於有些鋼琴的音過於飽滿，構成對一些巴洛克音樂的表現上不盡完美。此外，大鍵琴發出的諧波的部分遠超出鋼琴。
鋼琴的發聲原理是由一個槌子敲絃，但槌子與琴鍵之間有一個復位機關，使得敲弦發音之後, 儘管琴鍵還是被按著, 槌子也會立刻離開絃。這也代表彈琴時按鍵下去那一刻的速度決定了琴的音色，使得鋼琴的音色非常多樣化。不過缺點也在於槌子後段的慣性加速與速度是無法控制。大鍵琴撥絃比較直接。大鍵琴的插口（jack）和上面撥絃的撥子（plectrum），彈奏者是可以直接感受到，造就了大鍵琴在聲音產生上有更直接、更完全的控制。此外，大鍵琴琴絃傳過來的阻力，彈奏者也可以完全感受得到。
大鍵琴具有多种不同的外形和尺寸，白鍵與黑鍵的排列有的跟現代鋼琴相同，有的颜色相反，而且琴鍵數目也有不同，但是其基本工作原理是類似的，與現代鋼琴以及小鍵琴一樣，都是採用相同的兩行五線譜進行演奏。因為大鍵琴只有單絃，而鋼琴則一個音至兩到三條；即是高音三條、低音兩條。這是為了將聲音可以持續得比較長久；方式是將不同的絃的音調得差一點點。因此，雖然鋼琴聲音退行得比較慢，但也使得音色不是那麼清晰。相反，大鍵琴只有一條絃，所以琴音比較單純一點，加上本身音量變化較小，變成彈對位的音樂的時候，對於各聲部需要調得均勻的時候，就比較容易了。

### 操作

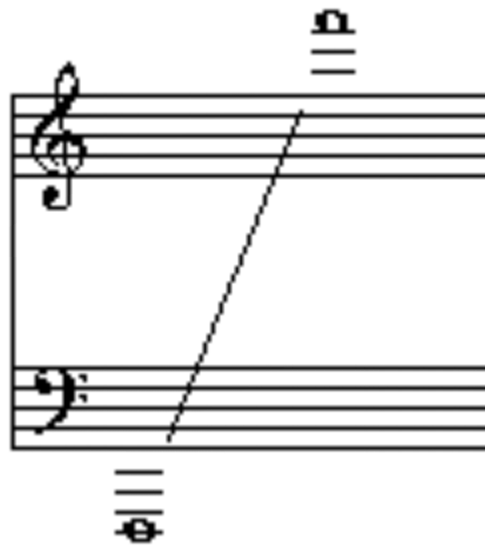
大鍵琴的音域

大鍵琴每個琴鍵都是一個槓桿，其支點在琴鍵的中間。演奏者按下琴鍵時，琴鍵的另一端抬起，將安裝有撥子（一片楔形的羽毛管，現在多用塑料製成）的推桿抬起，從而撥動琴弦（見右上方圖）。當演奏者抬起琴鍵時，推桿落下，此時推桿上的撥子會轉過一定角度從而繞過琴弦以避免再次撥動。當按鍵回位後，位於推桿頂端的製音器按住琴弦以阻尼琴弦的震動。
大鍵琴聲音較現代鋼琴略小（範圍約 p – f ），而且此種發音機制無法控制音量，不像現代鋼琴這樣可以依手指力量的大小，彈出不同強度或持續較久的音，更無法彈奏出漸強或漸弱的效果。至於音域方面（見右下方圖），大鍵琴的鍵盤大約維持在四個半至五個8度音階，而兩組鍵盤的實際音域，則大約為五個半至七個8度。由於工業革命以前的西方樂器，例如古小提琴（vielle）和古大提琴（viola de Gamba）等的琴弦由羊腸線製成，因此比現代同類的樂器音律較為低，所以以前的大鍵琴大多都維持在4個半至5個8度音階左右，其聲音頻率為415赫茲。現在製作的大鍵琴已有移位440赫茲的裝置，故此可以同時滿足與古樂器以及現代樂器樂隊合作演奏的要求。
大鍵琴的調校音律比較特殊。由於大鍵琴的琴弦都是固定在木質音板上，琴弦纖細而且張力小，所以大鍵琴維護往往需要顧及室溫和濕度。不同的溫度、濕度隨時會影響大鍵琴的演出效果。所以大鍵琴每到一個地方，在演出之前和在每段演出之間都需要不斷地測試和調音，以保證音準。鋼琴琴弦繃在鋼架上能承受巨大的張力，所以調音就沒有大鍵琴要求得那麼嚴謹和頻密。鋼琴除了特別重要的演出以外，一般只需定期調音便可。而大鍵琴的調節音律的工作通常都是演奏者自己來進行，鋼琴則是專職的調音師負責，演奏者一般都不用考慮給鋼琴調節音律。

撥弦原理

### 製作
製作大鍵琴的用料一般都選擇採用風乾多年的優質木材，以確保琴身在使用多年後不會變形。鍵琴的材料總是來自於世界上不同的地方。其中，大鍵琴共鳴板主要使用羅馬尼亞松木或云杉木；琴架選用櫸木或加拿大松木；白色琴鍵以往使用象牙，後來使用了黃楊木；深色琴鍵使用烏木或非洲紅木；琴箱有胡桃木或芬蘭樺木壓製成堅硬的夾合板。此外，用材還涉及橡木和柚木等優質木材。大鍵琴的構造原理是由琴鍵帶動頂桿並由撥子撥弦發音的，撥子以前是用鳥類羽毛根管而削成，後來撥弦裝置改用了一種聚甲醛的塑膠材料而製成，而鋼琴是用氈包頭的琴槌來敲打琴弦發音。大鍵琴是主要以銅絲為琴弦；部分用鋼絲為琴弦，而鋼琴則主要用鋼弦，部分用銅為琴弦。大鍵琴的琴弦是用銷釘固定在木質琴板上。而鋼琴則是固定在鑄鐵弦框上，故此可以承受成極大的的張力以產生不同的音響效果。大鍵琴沒有踏板，延音完全依靠手指彈奏琴鍵的控制。雙鍵盤的大鍵琴通過轉換鍵盤，使頂桿對於琴弦作出多種結合，以達到改變和控制音的力度以及實現強弱音量變化的作用。

### 外型和音色

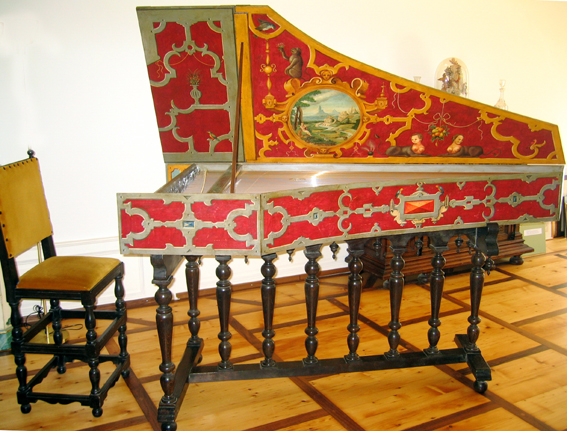
佛蘭芒型號的大鍵琴

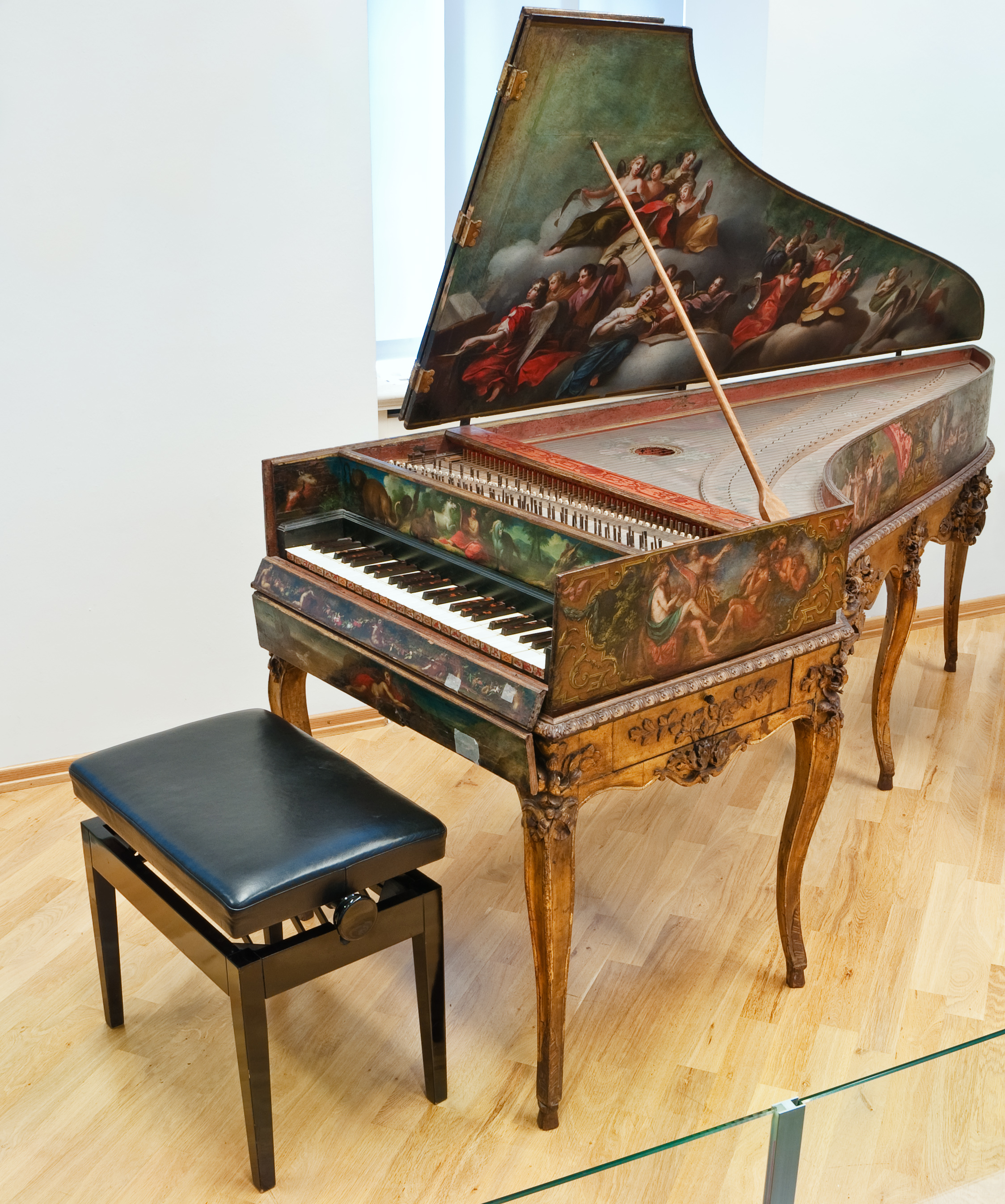
德國型號的大鍵琴

一般認為大鍵琴誕生都是自意大利，發展於荷蘭，其後再傳播到德國、法國以及英國等地。欧洲每个国家的大键琴都有其特色，以義大利和弗蘭德（現尼德蘭、比利時一帶）較著名。大鍵琴琴身通常為三角型，琴身長寬度約為143×84公分至260×105公分左右，表面裝飾圖案頗具特色，襯托出整體結構的華麗與貴氣。大鍵琴一般有一至两层键盘，每层键盘有音栓可以控制不同音色，或两层联动；且有2至5個踏板及木栓，可控制鍵盤除了彈出本音之外還可同時奏出高8度或者低8度的音階。一部18世紀晚期製造的法國型號或德國型號的雙排鍵盤的大鍵琴，通常在上下層鍵盤都各有兩個8尺長和一個下層鍵盤的4尺長的音栓。一個音栓基本上就有一組弦。不過，有些意大利型號的單層鍵盤的大鍵琴，雖有兩個8尺的音栓，但只擁有一組弦，只是在撥弦的位置部分有所不同罷了。至於琴弦的金屬採用方面，佛萊芒型號、法國型號以及少部分的德國型號的大鍵琴均用鐵弦，而在低音區則用銅弦。意大利型號與另外少部分德國型號的大鍵琴全部採用銅弦。它們的弦橋和弦枕的結構完全不同，原因是比較起其他型號的大鍵琴，它們的琴身更長，故此撥弦的裝置並不平行於鍵盤。音區越低，撥弦點的距離則越靠近弦的中間部分。18世紀晚期製造的法國型號和德國型號的大鍵琴都比較笨重，一部雙層鍵盤的大鍵琴，通常都超過一個普通成年男士的平均體重（即70公斤），而佛萊芒型號的大鍵琴就比較輕得多。意大利型號的大鍵琴是所有型號之中的最輕身的一種。
大鍵琴的基本構造一般都離不開意大利型號、佛萊芒型號、法國型號和德國型號四種:
- 意大利型號的大鍵琴都總是單排鍵盤，音箱比較長而薄，迴響較少，聲音傳播距離相對較遠，適合與小型樂隊合作的演奏。且該種大鍵琴重量一般較輕，易於搬運。意大利型號的大鍵琴的琴身一般都是選用較為鮮明的色調。其中比較著名的製造商有 Giovanni Battista Giusti，Carlo Grimaldi 等。因為弦撥的位置及琴弦的材質，是所有大鍵琴中聲音最貼近維吉那琴的一種。
- 佛萊芒型號大鍵琴的單排鍵盤比較少見，一般都是雙排鍵盤，因此，它們的表現力相對纖細、圓潤和豐富，可與12甚至15人組成的大型樂隊合作演出室內樂。佛萊芒型號的大鍵琴音箱的四周、音板和內外琴蓋上一般都繪以多彩絢麗的風景、人物或花鳥畫。
- 法國型號的大鍵琴是在佛萊芒型號的大鍵琴的基礎上改良而製造出來的，它們的音箱比較厚，聲音因此較為飽滿和圓潤。混響較重，聲音的延續時間較長。雙排鍵盤，音色變化更為豐富。法國型號的大鍵琴則在佛萊芒型號的大鍵琴的華麗和浪漫造型基礎之上更加注重豪華奢侈、動感激情結合的視覺效果；例如以金色鑲嵌琴身周邊的裝飾，以彰顯巴洛克藝術、上流社會以及皇室宮廷的風範。
- 德國型號的大鍵琴出現比較遲，它跟法國型號的大鍵琴模仿自弗蘭芒地區的製造的傳統和風格有所不同。德國製造商偏向於設計和生產具有意大利以及法國風格的大鍵琴。德國型號的大鍵琴的一個顯著的特點是擁有彎型的琴箱。在琴箱末端的形狀與其他的型號的大鍵琴分別最大。

大鍵琴音域一般維持在4個半至5個8度音階，它的音色效果甜美精緻，清脆明亮、高雅华丽。巴洛克时期的作曲家十分喜爱这种乐器。如巴赫曾为大键琴写作大量作品。大键琴的表現力雖然比現代鋼琴較為豐富、獨特，不過缺点是音量較小，厚度頗差，聲音的強弱以及力度變化不夠明顯，共鳴度不高。大鍵琴也有摺疊式的大鍵琴（folding harpsichord）和腳踏式的大鍵琴（pedal harpsichord）。

## 大鍵琴家族

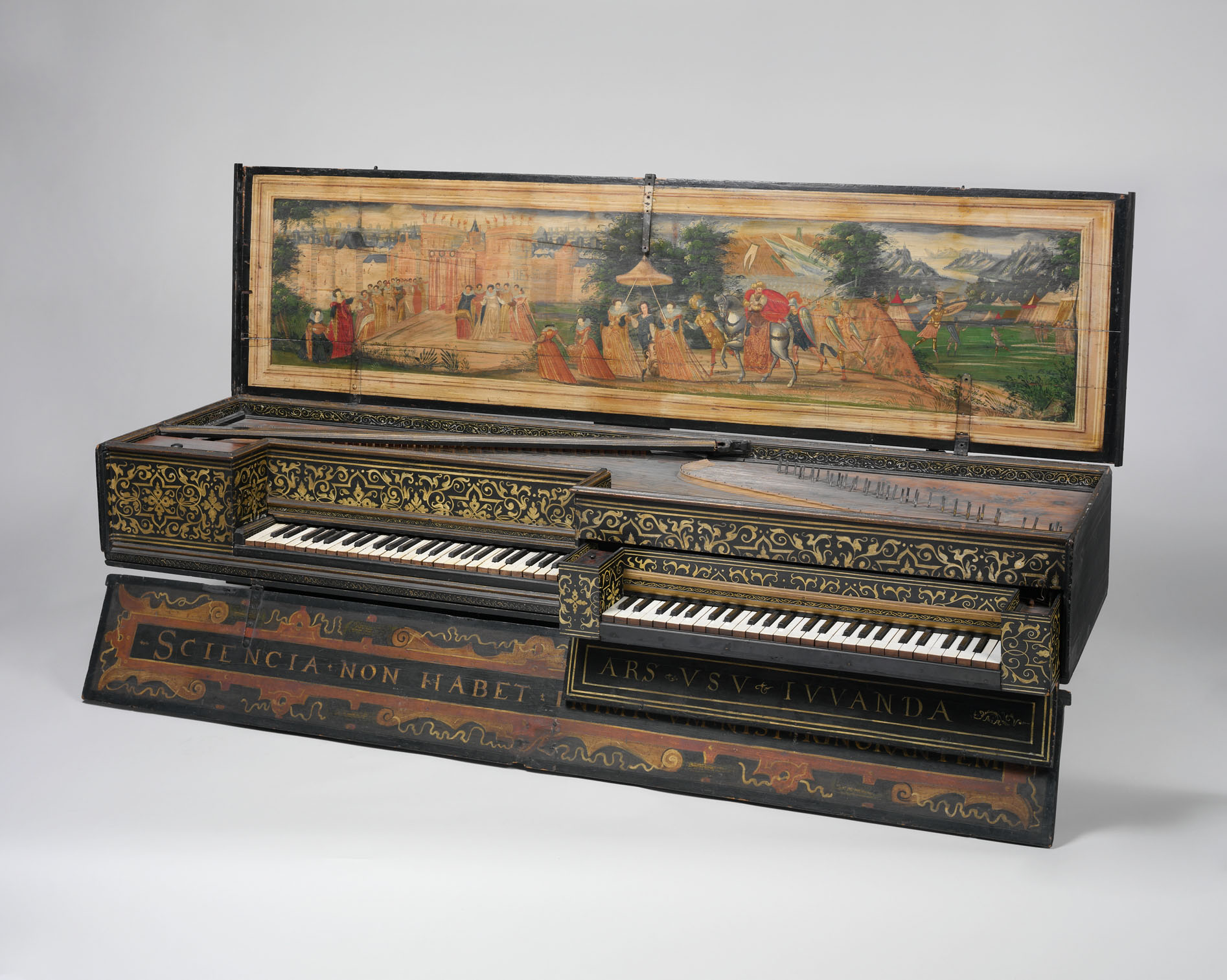
1600年由Lodewijck Grouwels製造的雙層鍵盤維吉那琴(Vriginals）

大鍵琴一般都有翼狀的琴身，與現代鋼琴非常類似。不過大鍵琴的比例相比於現代鋼琴更窄並且更長，而且琴蓋和內部的支撐桿亦比鋼琴更輕。大鍵琴也被製造成其它的形狀，比如維吉那琴（一種小長方形的樂器）、斯平納琴（一種被製成具有多邊形狀的大鍵琴）以及豎式擊弦鍵琴（一種相對不太普及的直立式大鍵琴）。在16世紀至19世紀期間，維吉那琴和斯平納琴這兩種琴通常都是交替出現。
- 折叠式大键琴（archicembalo）[75]是義大利作曲家尼古拉·維琴蒂諾（Nicola Vicentino）製造的鍵琴。archi 在希臘語中，有專長的意思。普通的鍵盤樂器都建立在十二平均律上，而折叠式大键琴則是三十一平均律，最顯著的特點，就是鍵盤上的一大堆4分音的小黑鍵。
- 奧塔維諾琴（ottavino）體積較大鍵琴少很多。自文藝復興時代大鍵琴發明之後開始，尤其是流行於歐洲的低地國一帶。該等樂器，直到19世紀末都深受意大利的家庭樂器演奏者歡迎。
- 豎式擊弦鍵琴（clavicytherium）[16]，其音板和絃的排列都與鍵盤成直角的擊弦鍵琴，形狀類似於豎式鋼琴[76]。這種設計使樂器所占面積大為縮小，這樣琴弦就可以長到充分鳴響所需要的長度。
- 斯平納琴（spinet）[16]，小型大鍵琴，通常設計為翼形，有一套單根的弦，與鍵盤形成斜角30度的狀態。它是大型大鍵琴的所衍生的類型，17世紀末和18世紀曾在英國地區大量生產。英國日記作家塞缪尔·皮普斯曾多次提及這種樂器。
- 維吉那琴（vriginals）[16]，是一個更小，更簡單的矩形大鍵琴，每個獨立音符都各有一個琴弦；與鍵盤平行，鍵盤位於琴殼的旁邊。由於撥弦點的變換能奏出不同的音色。維吉那琴主要盛行於文藝復興以及巴洛克音樂時期前期。

## 著名作品
- 多梅尼科·斯卡拉蒂為大鍵琴創作了555首意大利式[需要解释]的奏鳴曲[77]。
- 約翰·塞巴斯蒂安·巴哈的平均律键盘曲集、各6首英國組曲（Englische Suiten）、法國組曲（Französische Suiten）、鍵盤觸技曲（英语：Partitas for keyboard (Bach)）（Toccatas）、哥德堡变奏曲（Goldberg-Variationen）等都是著名的大鍵琴獨奏曲；另外他亦創作及根據其他作曲家的作品改編，寫成了多首大鍵琴協奏曲作品[78]。
  - 第5號勃蘭登堡協奏曲（Brandenburgische Konzert No. 5），作品1050
  - 大鍵琴和弦樂的協奏曲，作品1052–1059
  - 多個大鍵琴和弦樂協奏曲，作品1060–1065
  - 長笛和大键琴奏鳴曲，作品1030–1032
  - 维奥尔琴和大键琴奏鳴曲，作品1027–1029
  - 小提琴和大键琴奏鳴曲，作品1014–1019
  - 小提琴和大鍵琴組曲，作品1025
  - 英國组曲，作品806–811
  - 狂想曲與賦格曲，作品903–908，以及917–920
  - 法國序曲，作品831
  - 法國组曲，作品812–817
  - 戈德堡變奏曲，作品988
  - 二部与三部创意曲 (Inventionen und Sinfonias)
  - 意大利協奏曲（Italienisches Konzert），作品971
  - 帕替塔（Partitas）, 作品825–830
  - 前奏曲和賦格曲，作品894–902，以及921–943
- 格奥尔格·弗里德里希·韩德尔：第一、二、三、四、五、六、七、八組曲（Suiten Nos. 1–8）[79]
- 弗朗索瓦·库普兰為大鍵琴創作了四冊作品集，合共達234首[80]。
- 威廉·伯德是文藝復興時期中創作大鍵琴音樂最著名的一位，他所輯成的大鍵琴曲集超過40套，當中最出名的是《娜維爾夫人的曲集》（My Ladye Nevells Booke of Virginal Music）[81]。

## 圖集

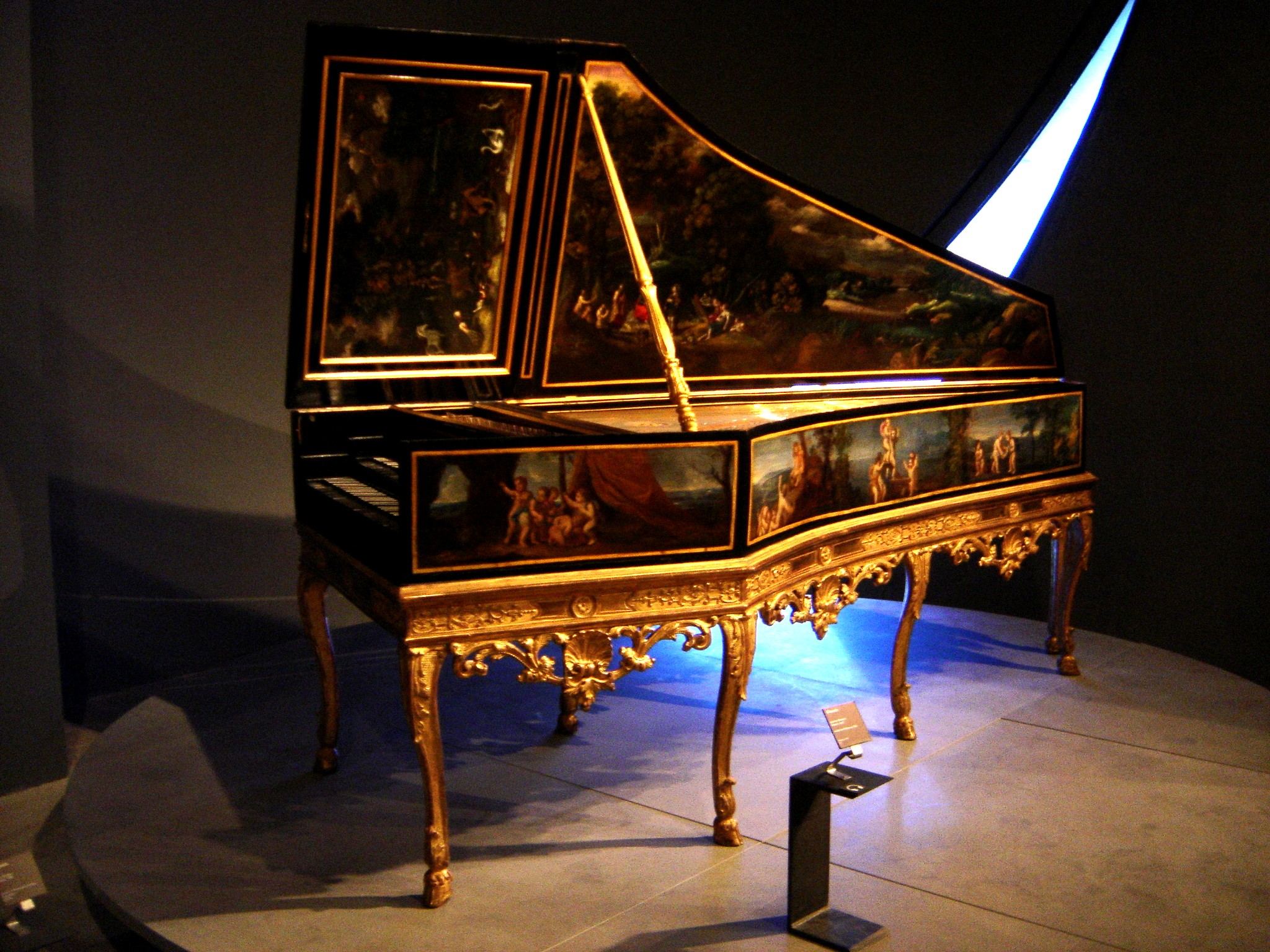
來自法國的雙排鍵盤大鍵琴(Ruckers, Antwerp 1612年製))，現存於巴黎音樂博物館內。
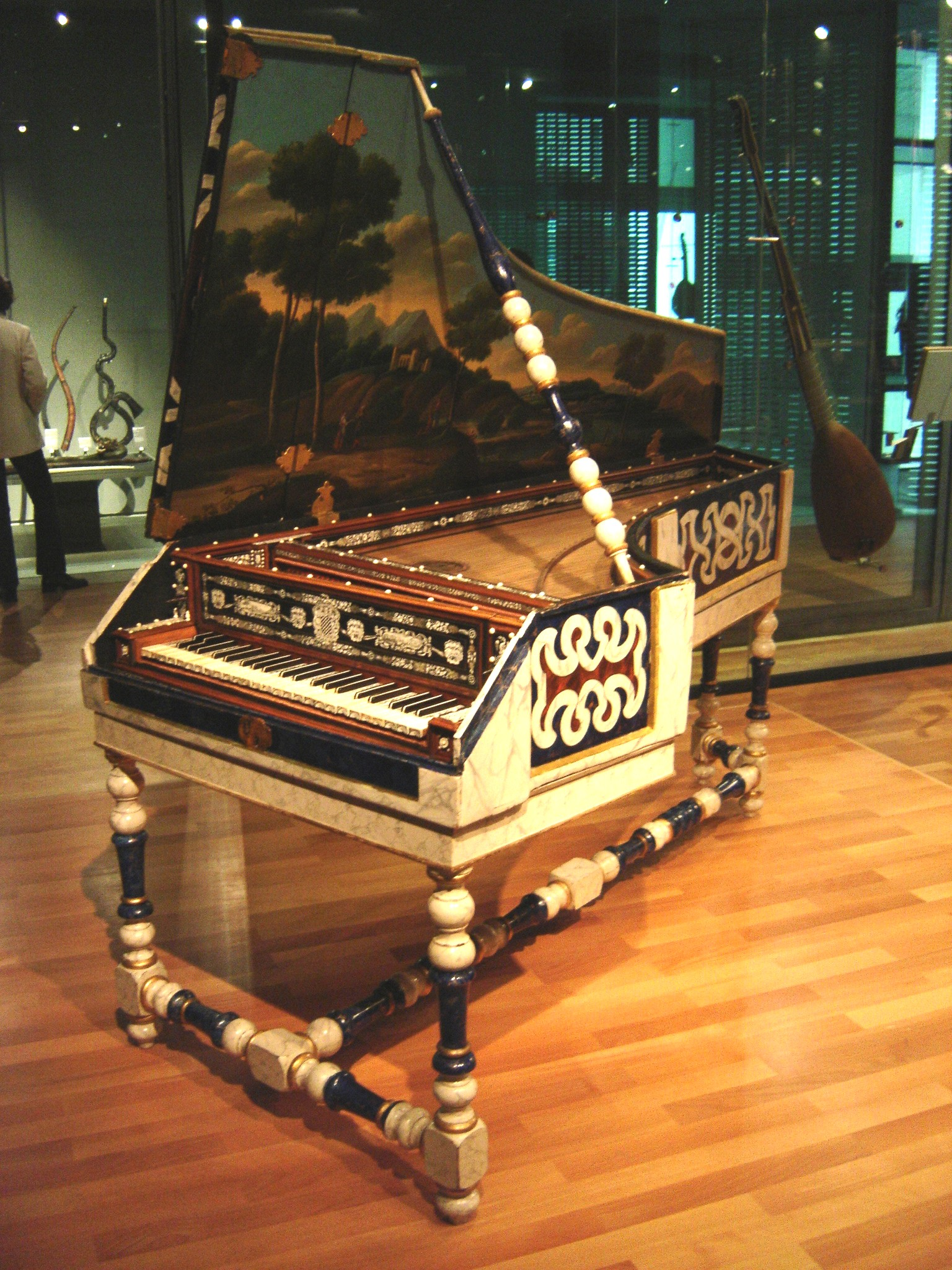
來自義大利的單排鍵盤大鍵琴(Pietro Faby 1677年製)，現存於巴黎音樂博物館內。
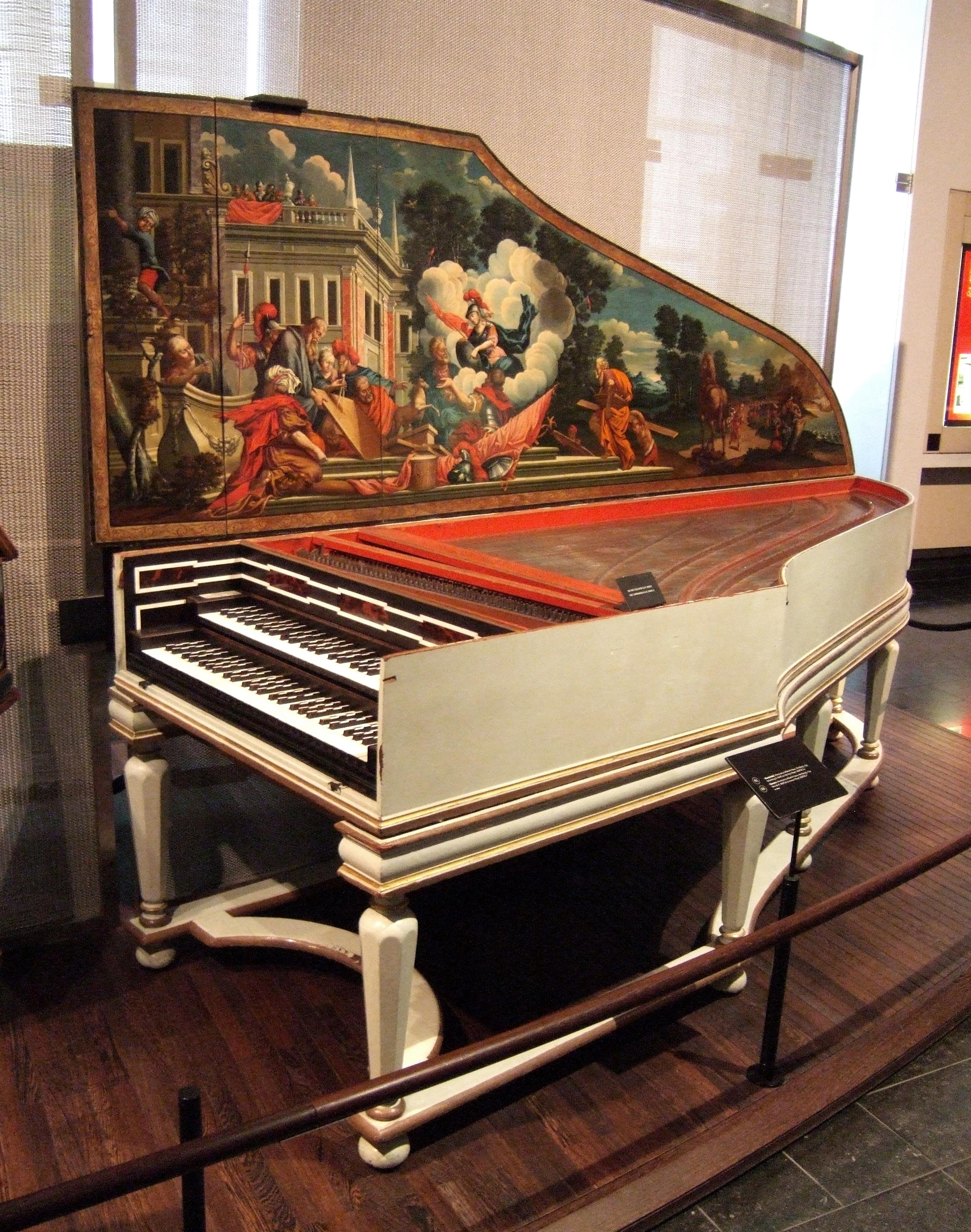
來自德國雙排鍵盤大鍵琴(Hieronymus Albrecht Hass, Hamburg 1734年製))，現存於布魯塞爾樂器博物館內。
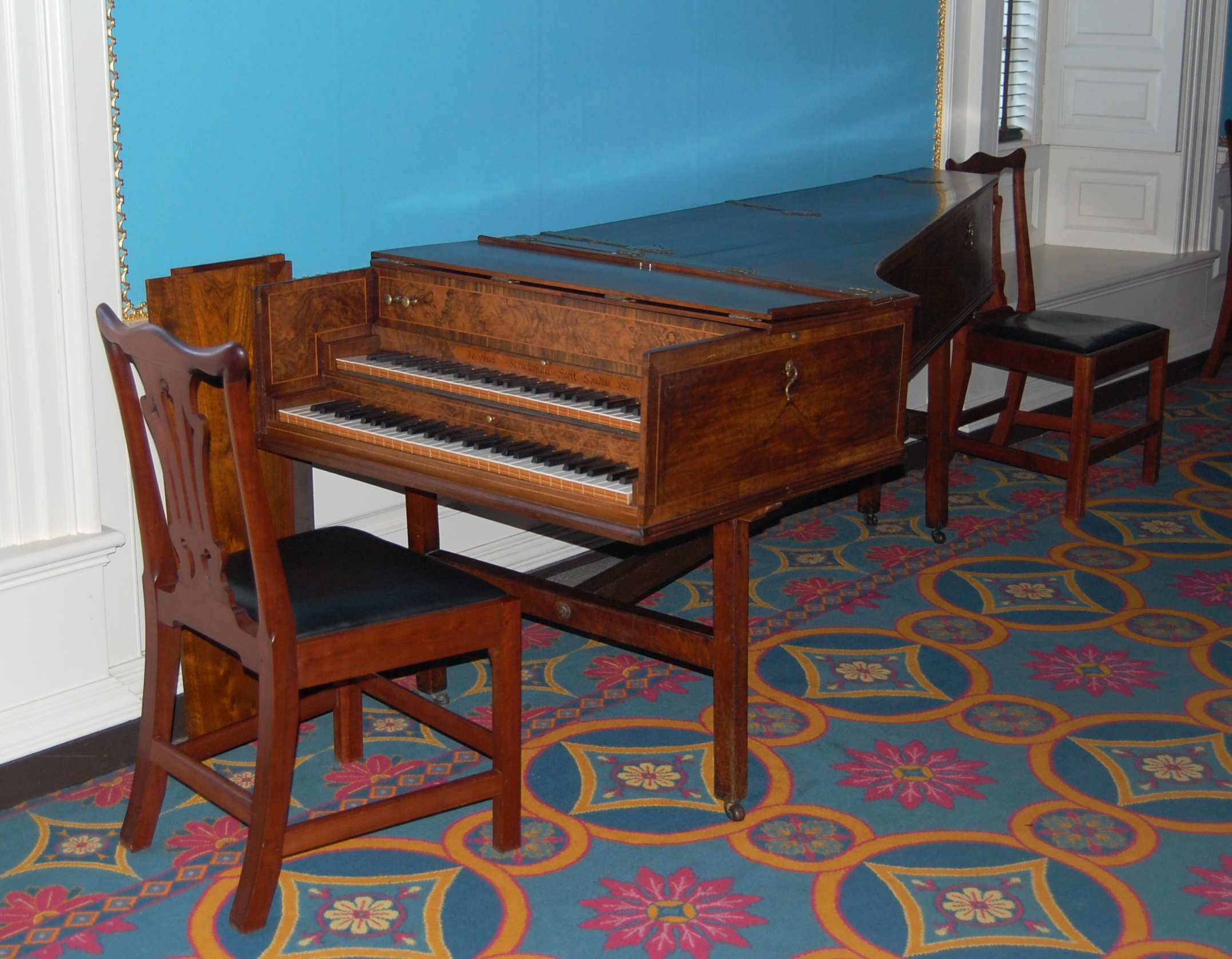
來自英格蘭的雙排鍵盤大鍵琴(Jacob Kirkman, London 1758年製))，現存於威廉斯堡總督府 (維吉尼亞)內。
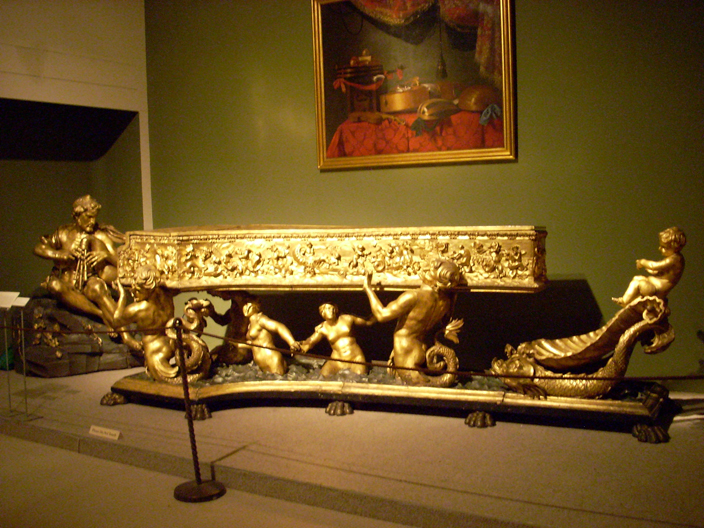
來自義大利羅馬的大鍵琴(Michele Todini, Rome 1670年製)，現存放在大都會藝術博物館內。
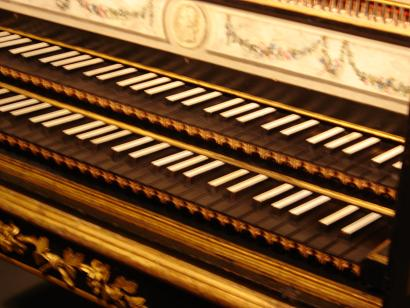
來自法國里昂的18世紀雙排鍵盤大鍵琴的琴鍵，現存於巴黎音樂博物館內。
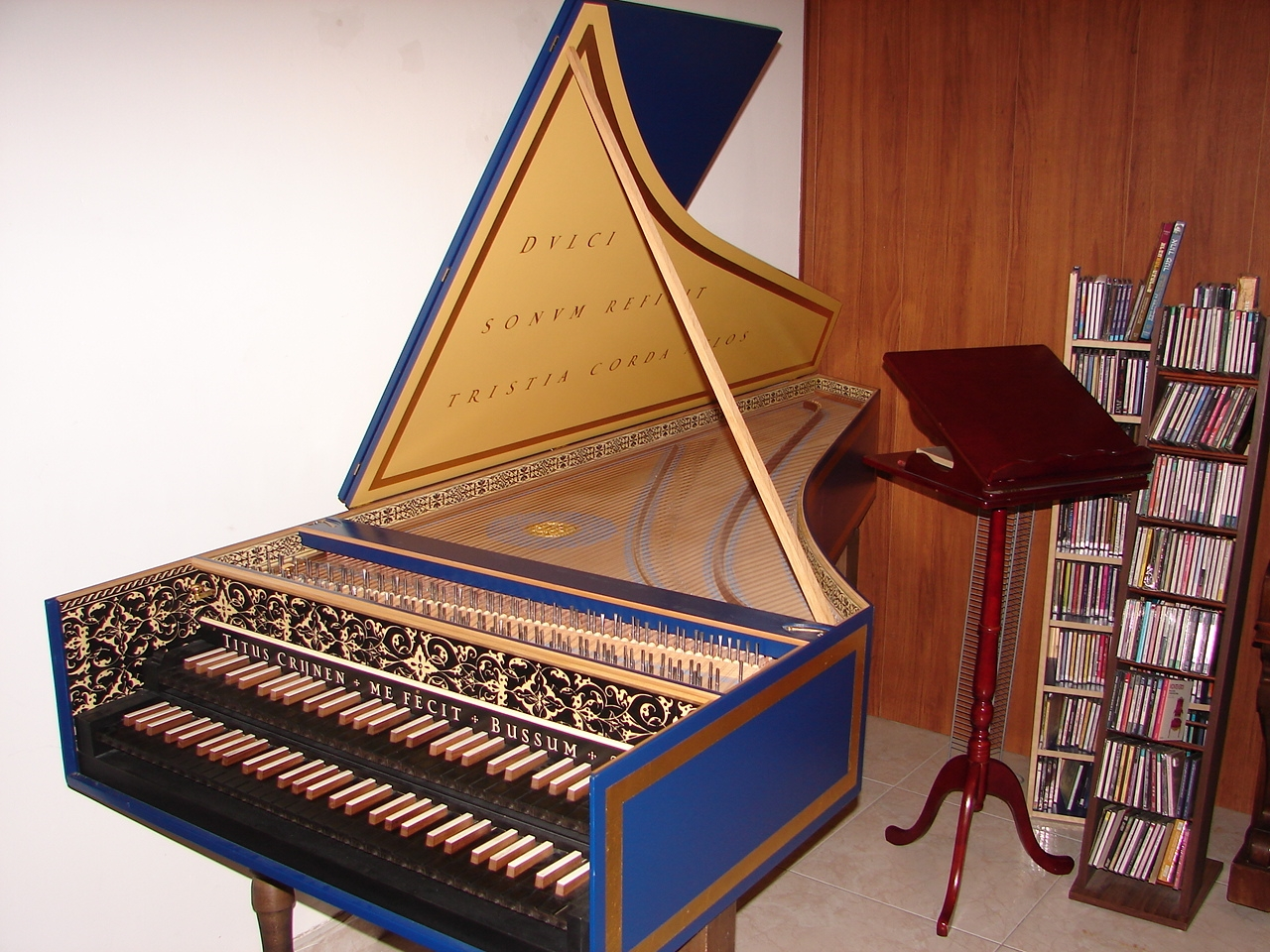
於2004年在荷蘭製造的法國－佛蘭芒混合型號的雙排鍵盤大鍵琴(Titus Crijnen, Holland 2004年製)。
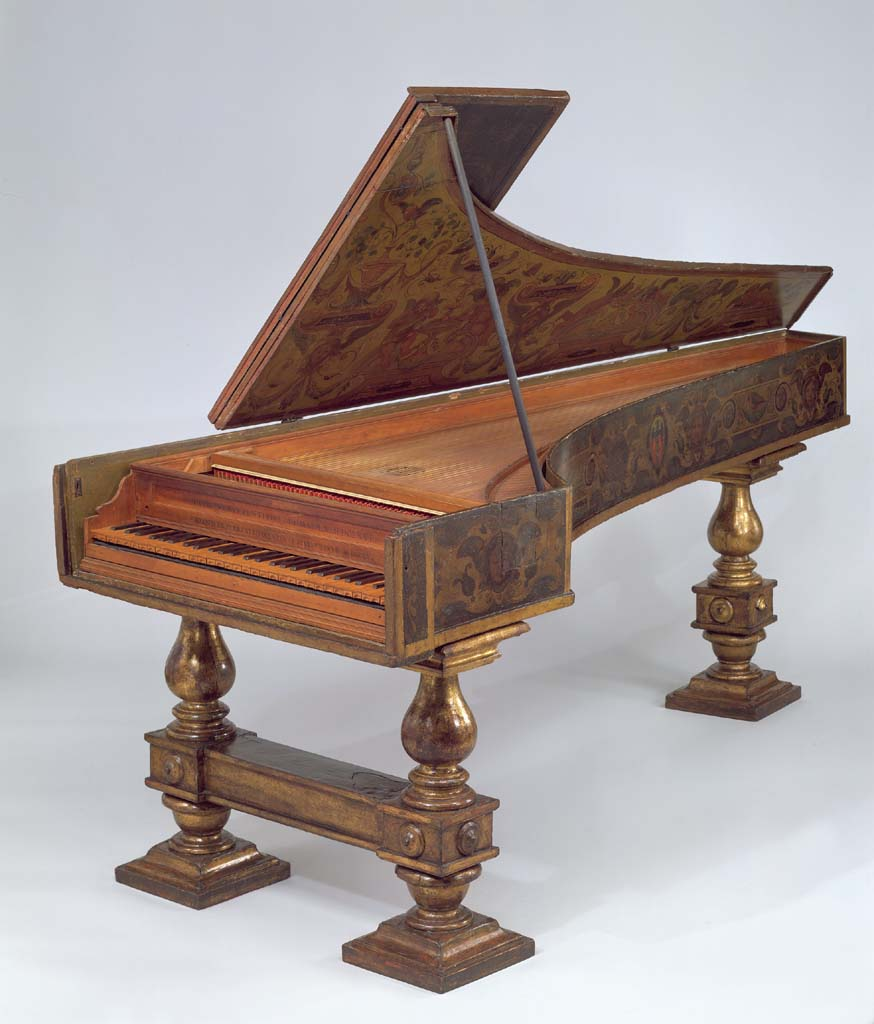
於1666年製作的大鍵琴，現存放在大都會藝術博物館。
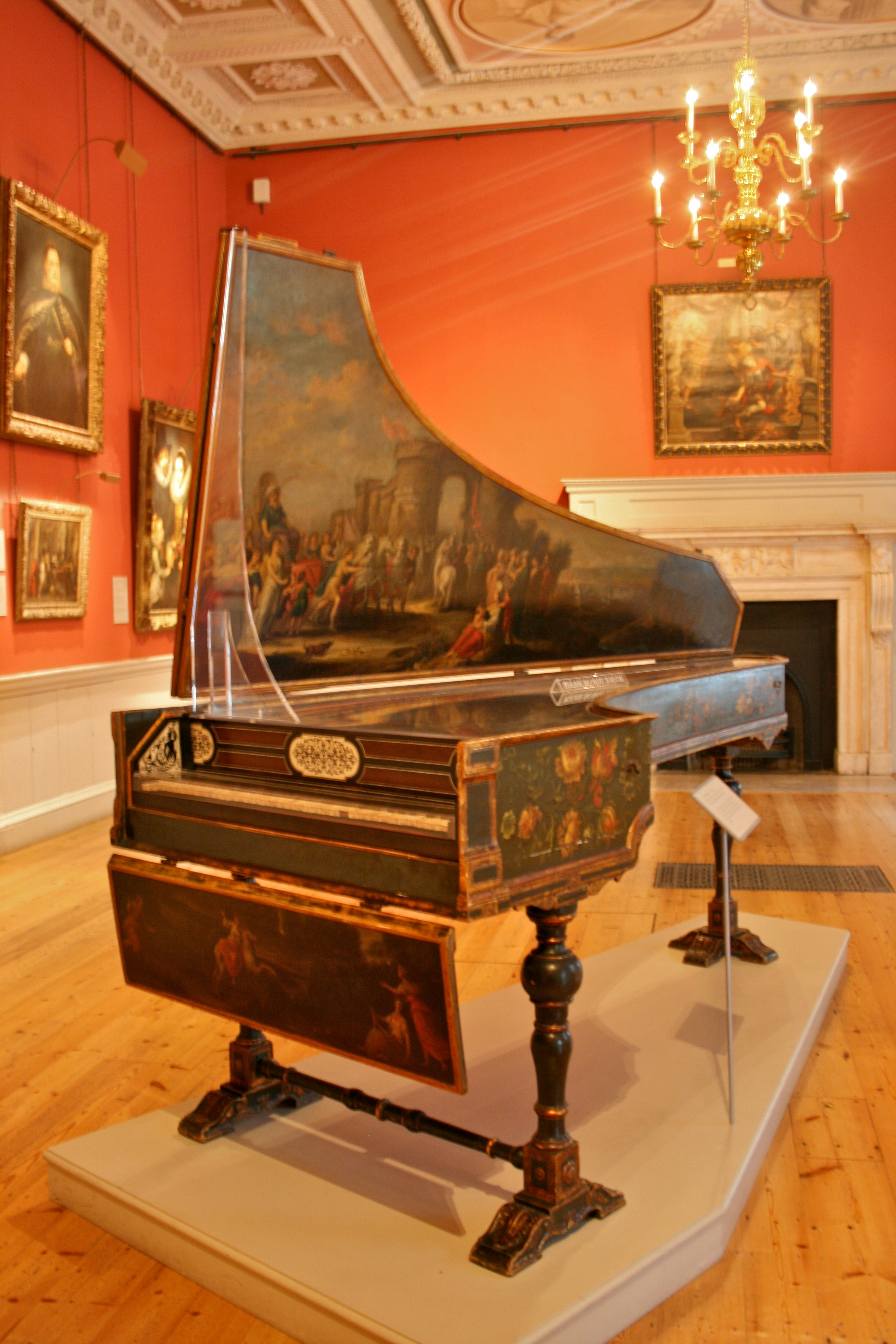
於17世紀中期製作的大鍵琴，現存放在英國科陶德美術館內。
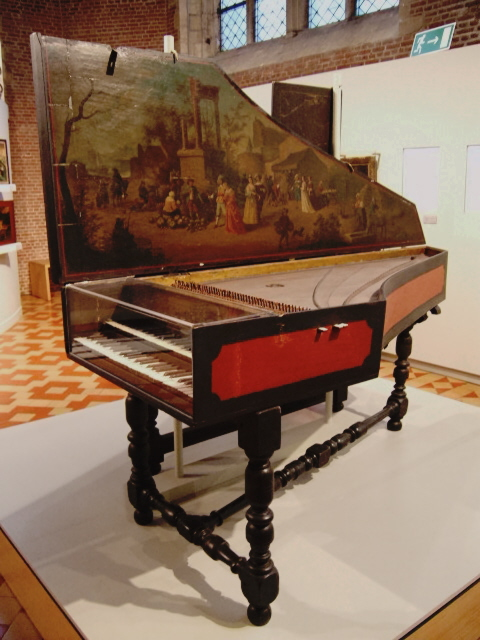
於1680年製作的大鍵琴，現存放在比利時安特衛普肉市大樓博物館內。
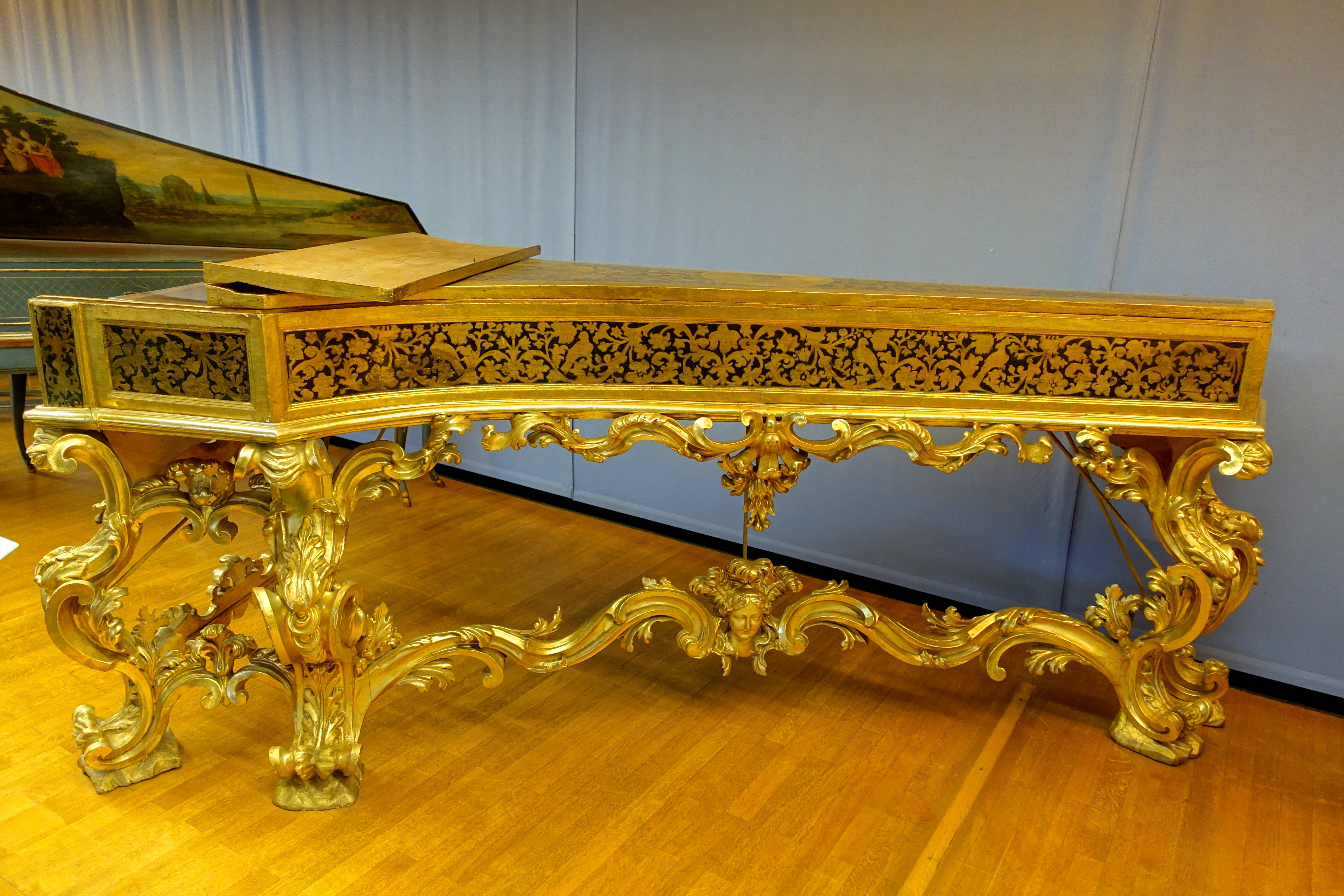
於1697年製作的大鍵琴，現存放在德國日耳曼國家博物館

### 參照
1. ↑  2011年版7月版本: H-S 樂器分類列表 (PDF). MIMO.   [2018-12-14]. （原始内容存档 (PDF)于2015-06-16） （英语）.
2. 1 2 3 4  大鍵琴簡介. Best Classical Tunes.   [2019-01-04]. （原始内容存档于2021-12-18） （英语）.
3. ↑  有關大鍵琴樂器表演的博士課程. School of Music, University of Washington.   [2018-12-22]. （原始内容存档于2022-04-19） （英语）.
4. ↑  有關大鍵琴樂器表演的博士課程. Cleveland Institute of Music.   [2018-12-22]. （原始内容存档于2020-12-11） （英语）.
5. ↑  大鍵盤製造商. Jan Kalsbeek.   [2018-12-22]. （原始内容存档于2020-08-25） （英语）.
6. ↑  大鍵盤製造商. Keith Hill.   [2018-12-22]. （原始内容存档于2022-01-26） （英语）.
7. ↑  塑膠取代羽管作為撥子. Claviantica.   [2018-12-24]. （原始内容存档于2011-09-28） （英语）.
8. ↑  Marla Hammel Bach: The Figured-bass Accompaniment in Bach's Time: A Brief Summary of Its Development and An Examination of Its Use, Together With a Sample Realization, Part I, Vol. 8, No. 3 (JULY, 1977), pp. 26–31, Published by Riemenschneider Bach Institute
9. ↑  The art of Accompaniment, or A new and well digested method to learn to perform the Thorough Bass on the Harpsichord with Propriety and Elegance. Dolmetsch Organisation.   [2018-12-23]. （原始内容存档于2021-02-11） （英语）.
10. ↑  鋼琴與大鍵琴樂譜的分別.   [2018-12-24]. （原始内容存档于2018-12-24） （英语）.
11. ↑  Viljoen, W French ornamentation in organ and harpsichord music of the Baroque Ars Nova, Volume 11, 1979 - Issue 1, pp. 34–37
12. ↑  Peter Williams The Musical Quarterly:The Harpsichord Acciaccatura: Theory and Practice in Harmony, 1650–1750 Vol. 54, No. 4 (Oct., 1968), pp. 503–523 Published by Oxford University Press
13. ↑  John Koster, 'Arnaut de Zwolle, Henri', Grove Music Online ed. L. Macy  [2018年12月24日]
14. ↑  David Emil Mungello, The Great Encounter of China and the West, 1500–1800 Fourth Edition pp. 79–80 Published by Rowman & Littlefield (2013) ISBN 1442219750, ISBN 9781442219755
15. ↑  Combaluzier, F. (1957) "Theodoric Pedrini, lazariste, missionaire, apostolique: Pékin 2 octobre 1727 (Theodoric Pedrini, Apostolic Lazariste Missionary)" Neue Zeitschirft für Missionswissenschaft (New Journal of Mission Studies), Vol.13, 1957, pp. 139–147 Schöneck, Switzerland: Bruder-Klausen-Seminar
16. 1 2 3 4 5 6 7  按類型粗略介紹大鍵琴. ExaWizards Inc.   [2018-12-24]. （原始内容存档于2018-12-24） （英语）.
17. ↑  大鍵琴簡史 － 大鍵琴的祖先薩泰里琴 . John Sankey.   [2018-12-22]. （原始内容存档于2021-03-04） （英语）.
18. ↑  Members of the early American upper class often mastered the harpsichord（早期美國上流社會階級的成員都善於彈奏大鍵琴）. The Colonial Williamsburg Foundation.   [2018-12-22]. （原始内容存档于2021-03-04） （英语）.
19. ↑  Both George III and Queen Charlotte were regular and competent players of the harpsichord (英皇喬治三世和夏洛特女王善於彈奏大鍵琴). Royal Collection Trust.   [2018-12-22]. （原始内容存档于2020-02-24） （英语）.
20. 1 2  C.P.E.巴哈與大鍵琴作品. Städtenetzwerk C. P. E. Bach *1714.   [2018-12-26]. （原始内容存档于2021-03-04） （英语）.
21. ↑  海頓為大鍵琴寫作品. Gramophone.   [2018-12-22]. （原始内容存档于2021-01-19） （英语）.
22. ↑  海頓大鍵琴的完整作品光碟名錄. DEUTSCHE GRAMMOPHON.   [2018-12-22]. （原始内容存档于2020-02-10） （英语）.
23. ↑  Thompson, Alton (1998). Formal Coherence in Emanuel Bach's Auferstehung (DMA thesis). Peabody Institute of Johns Hopkins University
24. ↑  Ottenberg, Hans-Günter (1987), Carl Philipp Emanuel Bach, translated by Whitmore, Philip J., OUP, ISBN 0-19-315246-0
25. ↑  HOWARD SCHOTT. . 1974-04-01: 第85–96頁.
26. ↑  François Lesure. « Chambonnières, organisateur de concerts (1641) », Revue belge de musicologie 3 (1949) pp. 140–144
27. ↑  Michel Le Moël. « Les dernières années de J. Ch. de Chambonnières », Recherches sur la musique française classique 1 (1960)
28. ↑  Bruce Gustafson and David Fuller. A Catalogue of French Harpsichord Music, 1699–1782. Oxford : Oxford University Press, 1990
29. ↑  Beaussant, Philippe: François Couperin, translated from the French by Alexandra Land, Portland OR: Amadeus Press, 1990. ISBN 0-931340-27-6
30. ↑  Mellers, Wilfrid: Francois Couperin and the French Classical Tradition, London UK:Faber & Faber; 2nd edition (October 1987) ISBN 978-0-571-13983-5
31. ↑  . Grove Music Online ed. L. Macy.   [2018-12-22]. （原始内容存档于2007-07-21） （英语）.
32. ↑  Françoise Petit: Sur l'œuvre de Jacques Duphly, Courrier musical de France, 23 (1968), pp. 188–90
33. ↑  J. Lambrechts-Douillez: Documents dealing with the Ruckers Family and Antwerp Harpsichord Building and J.H. van der Meer: More about Flemish Two-Manual Harpsichords, both in Keyboard Instruments: Studies in Keyboard Organology, ed. E.M. Ripin (Edinburgh, 1971)
34. ↑  Sibyl Marcuse, The Musical Quarterly Transposing Keyboards on Extant Flemish Harpsichords, Vol. 38, No. 3 (Jul., 1952), pp. 414–425 Published by Oxford University Press
35. ↑  J. Lambrechts-Douillez, eds.: De familie Couchet/The Couchet Family (Antwerp, 1986)
36. ↑  Jeannine Lambrechts-Douillez: 'Dulcken'. Grove Music Online ed. L. Macy.   [2018-12-22]. （原始内容存档于2007-07-21） （英语）.
37. ↑  A History of the Harpsichord (大鍵琴歷史), Kottick, E.L., 2003, Indiana University Press, based of a table on page 166, showing the known members of the Denis family
38. ↑  Russell 1959，第208頁.
39. ↑  Hirt, op.cit.
40. ↑  Kottick, E.L., A History of the Harpsichord (大鍵琴歷史), 2003, Indiana University Press, p275
41. ↑  . Grove Music Online ed. L. Macy.   [2018-12-22]. （原始内容存档于2007-07-21） （英语）.
42. ↑  William Dowd: The Surviving Instruments of the Blanchet Workshop; The Historical Harpsichord: a Monograph Series in Honor of Frank Hubbard i, ed. Howard Schott (Stuyvesant, NY, 1984)
43. ↑  . Grove Music Online ed. L. Macy.   [2018-12-22]. （原始内容存档于2007-07-21） （英语）.
44. ↑  . Grove Music Online ed. L. Macy.   [2018-12-22]. （原始内容存档于2007-07-21） （英语）.
45. ↑  Charles Mould: The Development of the English Harpsichord, with Particular Reference to the Work of Kirkman (英國大鍵琴的發展，特別關於柯克曼的作品研究) (dissertation, Oxford University, 1976年)
46. ↑  E Halfpenny: Shudi and the "Venetian Swell", Music & Letters XXVII (1946)
47. ↑  . Grove Music Online ed. L. Macy.   [2018-12-22]. （原始内容存档于2007-07-21） （英语）.
48. ↑  . Grove Music Online ed. L. Macy.   [2018-12-22]. （原始内容存档于2007-07-21） （英语）.
49. ↑  . Museum für Kunst und Gewerbe Hamburg.   [2018-12-22]. （原始内容存档于2021-06-08） （英语）.
50. ↑  . Grove Music Online ed. L. Macy.   [2018-12-22]. （原始内容存档于2007-07-21） （英语）.
51. ↑  . Hubbard Harpsichords, Inc.   [2018-12-22]. （原始内容存档于2020-12-11） （英语）.
52. ↑  . Grove Music Online ed. L. Macy.   [2018-12-22]. （原始内容存档于2007-07-21） （英语）.
53. ↑  Skowroneck, Martin (1974) Das Cembalo von Christian Zell, Hamburg 1728, und seine Restaurierung. ("The harpsichord of Christian Zell, Hamburg 1728, and its restroration"). Organ Yearbook 5:79–87.
54. ↑  Skowroneck, Martin, Tilman Skowroneck transl. (2002) 'The Harpsichord of Nicholas Lefebvre 1755':  the Story of a Forgery without Intent to Defraud. The Galpin Society Journal, Vol. 55, (Apr., 2002), pp. 4–14+161.
55. ↑  Skowroneck, Martin (2003) Cembalobau/Harpsichord Construction. Bergkirchen: Bochinsky.
56. ↑  擁有88個琴鍵的鋼琴的音域範圍在A2–c5（科學音高標記:A0–C8)，頻率範圍在27.5Hz至4186Hz，覆蓋低頻，中低頻，中頻，中高頻，以及部分次低頻與高頻
57. 1 2 3 4 5 6 7 8 9 10  鋼琴與大鍵琴之分別. ExaWizards Inc.   [2018-12-24]. （原始内容存档于2018-12-24） （英语）.
58. ↑  大鍵琴簡單發聲機制圖. Digitaldesk.   [2018-12-14]. （原始内容存档于2021-03-04） （英语）.
59. ↑  羊腸弦是早期弦樂器或弓弦樂器發聲體. Maestros-of-the-guitar.com.   [2018-12-12]. （原始内容存档于2020-11-29） （英语）.
60. ↑  技術文章: 大鍵琴琴鍵的移調. Hubbard Harpsichord, Inc.   [2018-12-12]. （原始内容存档于2021-02-28） （英语）.
61. ↑  標準音高是所有樂器都設置的通用頻率，A 為基本音的鍵盤調律方式。巴洛克音樂時期的平均值為 A=415Hz，1751年韓德爾使用的音叉值為 A=422.5Hz，1780年莫札特使用的音叉值為 A=421.6Hz，1859年巴黎國際會議訂為 A=435Hz，1939年英國倫敦國際會議決定為 A=440Hz或C523.3，這個標準為現今所採用。
62. ↑  維護大鍵琴的各種注意事項. Carey Beebe Harpsichords, Sydney Australia. 2008  [2018-12-24]. （原始内容存档于2020-09-27） （英语）.
63. ↑  大鍵琴保養與維護. Pierre Verbeek Clavichords.   [2018-12-24]. （原始内容存档于2021-03-04） （英语）.
64. 1 2 3  鋼琴鑄鐵框架. Christopher Smit.   [2018-12-24]. （原始内容存档于2020-11-29） （英语）.
65. ↑  大鍵琴各種銅鐵金屬琴弦更換物料一覽表. Carey Beebe Harpsichords.   [2018-12-24]. （原始内容存档于2020-09-27） （英语）.
66. ↑  介紹各國不同風格型號的大鍵琴. Jan Kalsbeek.   [2018-12-24]. （原始内容存档于2020-08-25） （英语）.
67. ↑  介紹各國不同風格型號的大鍵琴. Jan Kalsbeek.   [2018-12-24]. （原始内容存档于2020-08-25） （英语）.
68. ↑  介紹各國不同風格型號的大鍵琴. Jan Kalsbeek.   [2018-12-24]. （原始内容存档于2020-08-28） （英语）.
69. ↑  介紹各國不同風格型號的大鍵琴. Jan Kalsbeek.   [2018-12-24]. （原始内容存档于2020-08-25） （英语）.
70. ↑  介紹各國不同風格型號的大鍵琴. Jan Kalsbeek.   [2018-12-24]. （原始内容存档于2020-08-25） （英语）.
71. ↑  介紹各國不同風格型號的大鍵琴. Jan Kalsbeek.   [2018-12-24]. （原始内容存档于2020-08-28） （英语）.
72. ↑  介紹各國不同風格型號的大鍵琴. Jan Kalsbeek.   [2018-12-24]. （原始内容存档于2020-08-25） （英语）.
73. ↑  介紹各國不同風格型號的大鍵琴. Jan Kalsbeek.   [2018-12-24]. （原始内容存档于2020-08-28） （英语）.
74. ↑  巴哈在腳踏式的大鍵琴的作品. Jsbach.org. 1995-05-20  [2018-12-12]. （原始内容存档于2018-09-12） （英语）.
75. ↑  Kaufmann, Henry W., "More on the Tuning of the Archicembalo", Journal of the American Musicological Society 23 (Spring 1970), 第84–94頁
76. ↑  Dearling 1996，第138頁.
77. ↑  關於多梅尼科·斯卡拉蒂作品. HOASM.   [2018-12-28]. （原始内容存档于2020-11-29） （英语）.
78. ↑  以大鍵琴為特色的作品列表. IMSLP Petrucci Music Library.   [2018-12-06]. （原始内容存档于2021-03-04） （英语）.
79. ↑  韓德爾8首大鍵琴組曲 - 1720年. IMSLP.   [2018-12-28] （英语）.[]
80. ↑  弗朗索瓦·庫普蘭介紹. Hyperion.   [2018-12-28]. （原始内容存档于2021-03-04） （英语）.
81. ↑  威廉·伯德大鍵琴作品列表. Last.fm.   [2019-01-04]. （原始内容存档于2021-03-04） （英语）.

### 文獻
- （英文） Boalch, Donald H. (1995) Makers of the Harpsichord and Clavichord, 1440–1840, 3rd ed., with updates by Andreas H. Roth and Charles Mould, Oxford University Press, ISBN 0-19-318429-X. A catalogue, originating with work by Boalch in the 1950s, of all extant historical instruments.
- （英文） Dearling, Robert (编). . London: Carlton. 1996. ISBN 1-85868-185-5.
- （英文） Hubbard, Frank.  2. Harvard University Press. 1967. ISBN 0-674-88845-6. An authoritative survey by a leading builder of how early harpsichords were built and how the harpsichord evolved over time in different national traditions.
- （英文） Kottick, Edward (1987)The Harpsichord Owner's Guide. Chapel Hill: University of North Carolina Press.
- （英文） Kottick, Edward (2003) A History of the Harpsichord, Indiana University Press, ISBN 0-253-34166-3. An extensive survey by a leading contemporary scholar.
- （英文） The New Grove: Early Keyboard Instruments. Macmillan, 1989 ISBN 0-393-02554-3. (material from here is also available online in Grove Music Online)
- （英文） O'Brien, Grant (1990) Ruckers, a harpsichord and virginal building tradition, Cambridge University Press, ISBN 0-521-36565-1. Covers the innovations of the Ruckers family, the founders of the Flemish tradition.
- （英文） Russell, Raymond (1973)The Harpsichord and Clavichord: an introductory study, 2nd ed., London : Faber and Faber, ISBN 0-571-04795-5
- （英文） Skowroneck, Martin (2003) Cembalobau: Erfahrungen und Erkenntnisse aus der Werkstattpraxis = Harpsichord construction: a craftsman's workshop experience and insight, Fachbuchreihe Das Musikinstrument 83, Bergkirchen : Bochinsky, ISBN 3-932275-58-6. A study (written in English and German) of harpsichord building by a leading figure in the modern revival of historically authentic methods of building.
- （英文） Zuckermann, Wolfgang (1969) The Modern Harpsichord: twentieth century instruments and their makers, New York : October House, ISBN 0-8079-0165-2

## 外部連結
大鍵琴協會
- （英文）英國大鍵琴協會 （页面存档备份，存于）

相關樂器珍藏
- 美國紐約市大都會藝術博物館（Metropolitan Museum of Art）所珍藏的一些歷史悠久的大鍵琴:
  - （英文）比利時安特衛普1650年的大鍵琴 Jan Couchet
  - （英文）意大利羅馬1675年的黃金大鍵琴 Michele Todini
  - （英文）17世紀晚期意大利的大鍵琴 （页面存档备份，存于）
  - （英文）1928年法國巴黎的大鍵琴 Pleyel et Cie （页面存档备份，存于）
- 南非約翰尼斯堡金山大學（University of Witwatersrand）的 Hans Adler Memorial 珍藏系列中三具歷史悠久的大鍵琴
  - （英文）16世紀雕刻的大鍵琴 The Wanda Landowska （页面存档备份，存于）
  - （英文）1752年的大鍵琴 Ferdinand Weber （页面存档备份，存于）
  - （英文）1750年意大利的大鍵琴 （页面存档备份，存于）
- 位於英國薩里郡 The Cobbe Collection Trust in association with National Trust 所珍藏的的大鍵琴:
  - （英文）1622年 Girolama Zenti & Viterbo 為義大利麥第奇家族所製造的大鍵琴 （页面存档备份，存于）

大鍵琴相關歷史
- （英文）16世紀和17世紀意大利大鍵琴的製作 （页面存档备份，存于） Shortridge 著
- （英文）Kottick, Edward L. . 布盧明頓·印第安納州: 印地安那大學出版社. 2003-06-11. ISBN 978-0253341662.

收聽大鍵琴相關演奏
- （英文）收聽各種大鍵琴的演奏 （页面存档备份，存于）
- （英文）Sala del Cembalo : 免費的大鍵琴演奏相關文件 （页面存档备份，存于）
- （英文）Les Cyclopes : 3:57分鐘，由Jean-Phillipe Rameau 作曲；Elaine Comparone 演奏 （页面存档备份，存于）

大鍵琴相關圖片
- （英文）『大鍵琴照片』: 早期弦樂鍵盤樂器的照片 （页面存档备份，存于）

大鍵琴工匠的相關採訪
- （英文）採訪美國大鍵琴工匠 Jack Peters （页面存档备份，存于）
- （英文）採訪加拿大大鍵琴工匠 Craig Tomlinson （页面存档备份，存于）

探討大鍵琴相關技術問題
- （英文）大鍵琴工匠 Paul Y. Irvin 討論技術問題 （页面存档备份，存于）

倫敦聖三一學院（Trinity College London）
- （英文）音樂表演文憑考試範圍 （页面存档备份，存于）[1]

英國皇家音樂學院聯合委員會（Associated Board of the Royal Schools of Music, ABRSM）
- （英文）皇家音樂學院聯合委員會網頁簡介
- （英文）大鍵琴4級－8級考試: 資料、要求、考試範圍 （页面存档备份，存于）[2]
- （英文）樂理1級–8級考試: 資料、要求、考試範圍 （页面存档备份，存于）
- （英文）ARSM, DipABRSM, LRSM & FRSM 文憑考試 （页面存档备份，存于）[3]

1. ↑  大鍵琴會員文憑、專業文憑、院士文憑考試曲目列表及基本資料. 倫敦聖三一學院.   [2018-12-14]. （原始内容存档于2020-08-25） （英语）.
2. ↑  大鍵琴考試範圍及資料 (PDF). 英國皇家音樂學院聯合委員會.   [2018-12-14]. （原始内容 (PDF)存档于2017-06-11） （英语）.
3. ↑  大鍵琴各級演奏文憑考試曲目 (PDF). 英國皇家音樂學院聯合委員會.   [2018-12-14]. （原始内容 (PDF)存档于2018-12-19） （英语）.